# Liste des monuments historiques de Hasselt
Cette page regroupe l’ensemble des monuments historiques de la ville belge de Hasselt.
| Objet | Statut du classement? | Année de construction/architecte | Section communale    | Adresse                       | Coordonnées                      | Numéro d'inventaire | Illustration |
| --- | --------------------- | -------------------------------- | -------------------- | ----------------------------- | -------------------------------- | ------------------- | --- |
| (nl) Huis Het Verxken of Het Wilt Vercken                                                                        |                       |                                  | Hasselt              | Aldestraat 10-12              | 50° 55′ 49″ nord, 5° 20′ 05″ est | 21834               | (nl) Huis Het Verxken of Het Wilt Vercken                                                                            |
| (nl) Neoclassicistische woning                                                                                   |                       |                                  | Hasselt              | Aldestraat 16                 | 50° 55′ 49″ nord, 5° 20′ 05″ est | 21834               | (nl) Neoclassicistische woning                                                                                       |
| (nl) Huis De Gulden Swaen                                                                                        |                       |                                  | Hasselt              | Aldestraat 29                 | 50° 55′ 49″ nord, 5° 20′ 05″ est | 21834               | (nl) Huis De Gulden Swaen                                                                                            |
| (nl) Neoclassicistische woning                                                                                   |                       |                                  | Hasselt              | Aldestraat 34                 | 50° 55′ 49″ nord, 5° 20′ 05″ est | 21834               | (nl) Neoclassicistische woning                                                                                       |
| (nl) Neoclassicistische woning                                                                                   |                       |                                  | Hasselt              | Aldestraat 36                 | 50° 55′ 49″ nord, 5° 20′ 05″ est | 21834               | (nl) Neoclassicistische woning                                                                                       |
| (nl) Neoclassicistische woning                                                                                   |                       |                                  | Hasselt              | Aldestraat 46                 | 50° 55′ 49″ nord, 5° 20′ 05″ est | 21834               | (nl) Neoclassicistische woning                                                                                       |
| (nl) Neoclassicistische woning                                                                                   |                       |                                  | Hasselt              | Aldestraat 48                 | 50° 55′ 49″ nord, 5° 20′ 05″ est | 21834               | (nl) Neoclassicistische woning                                                                                       |
| (nl) Neoclassicistische woning                                                                                   |                       |                                  | Hasselt              | Aldestraat 50                 | 50° 55′ 49″ nord, 5° 20′ 05″ est | 21834               | (nl) Neoclassicistische woning                                                                                       |
| (nl) Neoclassicistische woning                                                                                   |                       |                                  | Hasselt              | Aldestraat 52                 | 50° 55′ 49″ nord, 5° 20′ 05″ est | 21834               | (nl) Neoclassicistische woning                                                                                       |
| (nl) Herenhuis                                                                                                   |                       |                                  | Hasselt              | Aldestraat 38                 | 50° 55′ 49″ nord, 5° 20′ 07″ est | 21843               | (nl) Herenhuis |
| (nl) Huis Heusden                                                                                                | Oui                   |                                  | Hasselt              | Aldestraat 44                 | 50° 55′ 49″ nord, 5° 20′ 06″ est | 21844               | (nl) Huis Heusden |
| (nl) Huis Het Lombardenhuys                                                                                      | Oui                   |                                  | Hasselt              | Aldestraat 53                 | 50° 55′ 51″ nord, 5° 20′ 06″ est | 21845               | (nl) Huis Het Lombardenhuys                                                                                          |
| (nl) Woningen, breedhuizen                                                                                       |                       |                                  | Hasselt              | Badderijstraat 21             | 50° 55′ 56″ nord, 5° 20′ 32″ est | 21846               | (nl) Woningen, breedhuizen                                                                                           |
| (nl) Woningen, breedhuizen                                                                                       |                       |                                  | Hasselt              | Badderijstraat 23             | 50° 55′ 56″ nord, 5° 20′ 32″ est | 21846               | (nl) Woningen, breedhuizen                                                                                           |
| (nl) Woningen, breedhuizen                                                                                       |                       |                                  | Hasselt              | Badderijstraat 24             | 50° 55′ 56″ nord, 5° 20′ 32″ est | 21846               | (nl) Woningen, breedhuizen                                                                                           |
| (nl) Rijksarchief, neoclassicistisch hoekhuis                                                                    |                       |                                  | Hasselt              | Bampslaan 4                   | 50° 55′ 47″ nord, 5° 19′ 53″ est | 21850               | (nl) Rijksarchief, neoclassicistisch hoekhuis                                                                        |
| (nl) Neoclassicistisch getint herenhuis                                                                          |                       |                                  | Hasselt              | Bampslaan 13                  | 50° 55′ 49″ nord, 5° 19′ 53″ est | 21851               | (nl) Neoclassicistisch getint herenhuis                                                                              |
| (nl) Linkerhuis ANTVERPIA                                                                                        |                       |                                  | Hasselt              | Bampslaan 26                  | 50° 55′ 49″ nord, 5° 19′ 49″ est | 21852               | (nl) Linkerhuis ANTVERPIA                                                                                            |
| (nl) Rechterhuis ANTVERPIA                                                                                       |                       |                                  | Hasselt              | Bampslaan 28                  | 50° 55′ 49″ nord, 5° 19′ 49″ est | 21852               | (nl) Rechterhuis ANTVERPIA                                                                                           |
| (nl) Herenhuis, hoekhuis                                                                                         |                       |                                  | Hasselt              | Bampslaan 37                  | 50° 55′ 50″ nord, 5° 19′ 48″ est | 21853               | (nl) Herenhuis, hoekhuis                                                                                             |
| (nl) Huis Den Eendenbeck                                                                                         |                       |                                  | Hasselt              | Bonnefantenstraat 19          | 50° 55′ 59″ nord, 5° 20′ 24″ est | 21856               | (nl) Huis Den Eendenbeck                                                                                             |
| Maison d'habitation à façade gouttereau (nl) Woning, breedhuis                                                   |                       |                                  | Hasselt              | Bonnefantenstraat 26          | 50° 56′ 00″ nord, 5° 20′ 23″ est | 21857               | alt=Maison d'habitation à façade gouttereau (nl) Woning, breedhuis                                                   |
| (nl) Woning, breedhuis                                                                                           |                       |                                  | Hasselt              | Botermarkt 5                  | 50° 55′ 50″ nord, 5° 20′ 18″ est | 21858               | (nl) Woning, breedhuis                                                                                               |
| (nl) Huis In de Gulden Schaar                                                                                    |                       |                                  | Hasselt              | Botermarkt 17                 | 50° 55′ 49″ nord, 5° 20′ 20″ est | 21859               | (nl) Huis In de Gulden Schaar                                                                                        |
| (nl) Huis De Mereminne                                                                                           |                       |                                  | Hasselt              | Botermarkt 19                 | 50° 55′ 49″ nord, 5° 20′ 20″ est | 21860               | (nl) Huis De Mereminne                                                                                               |
| (nl) Woningen, deel van de voormalige De Keyserscroon                                                            |                       |                                  | Hasselt              | Botermarkt 22                 | 50° 55′ 50″ nord, 5° 20′ 19″ est | 21861               | (nl) Woningen, deel van de voormalige De Keyserscroon                                                                |
| (nl) Woningen, deel van de voormalige De Keyserscroon                                                            |                       |                                  | Hasselt              | Botermarkt 24                 | 50° 55′ 50″ nord, 5° 20′ 19″ est | 21861               | (nl) Woningen, deel van de voormalige De Keyserscroon                                                                |
| (nl) Huis De Roosemarynboom                                                                                      |                       |                                  | Hasselt              | Botermarkt 26                 | 50° 55′ 50″ nord, 5° 20′ 20″ est | 21862               | (nl) Huis De Roosemarynboom                                                                                          |
| Maison d'angle De Drij Dragonders (nl) Hoekhuis De Drij Dragonders                                               | Ja                    |                                  | Hasselt              | Botermarkt 28                 | 50° 55′ 50″ nord, 5° 20′ 21″ est | 21863               | alt=Maison d'angle De Drij Dragonders (nl) Hoekhuis De Drij Dragonders                                               |
| (nl) Woonhuis, thans cafe                                                                                        |                       |                                  | Hasselt              | Casterstraat 46               | 50° 55′ 40″ nord, 5° 20′ 58″ est | 21864               | (nl) Woonhuis, thans cafe                                                                                            |
| (nl) Hoekhuis van 1867                                                                                           |                       |                                  | Hasselt              | Demerstraat 2                 | 50° 55′ 51″ nord, 5° 20′ 15″ est | 21865               | (nl) Hoekhuis van 1867                                                                                               |
| (nl) Huis Het Boogsken of Den Gulden Boog                                                                        |                       |                                  | Hasselt              | Demerstraat 3                 | 50° 55′ 51″ nord, 5° 20′ 17″ est | 21866               | (nl) Huis Het Boogsken of Den Gulden Boog                                                                            |
| (nl) Woning van 1867                                                                                             |                       |                                  | Hasselt              | Demerstraat 4                 | 50° 55′ 51″ nord, 5° 20′ 15″ est | 21867               | (nl) Woning van 1867                                                                                                 |
| (nl) Neoclassicistische woningen                                                                                 |                       |                                  | Hasselt              | Demerstraat 6-8               | 50° 55′ 51″ nord, 5° 20′ 15″ est | 21868               | (nl) Neoclassicistische woningen                                                                                     |
| (nl) Neoclassicistische woningen                                                                                 |                       |                                  | Hasselt              | Demerstraat 10                | 50° 55′ 51″ nord, 5° 20′ 15″ est | 21868               | (nl) Neoclassicistische woningen                                                                                     |
| (nl) Neoclassicistische woningen                                                                                 |                       |                                  | Hasselt              | Demerstraat 12                | 50° 55′ 51″ nord, 5° 20′ 15″ est | 21868               | (nl) Neoclassicistische woningen                                                                                     |
| (nl) Huis Den IJseren Hoedt                                                                                      |                       |                                  | Hasselt              | Demerstraat 9                 | 50° 55′ 51″ nord, 5° 20′ 17″ est | 21869               | (nl) Huis Den IJseren Hoedt                                                                                          |
| (nl) Huis Het Groot Fortuyn, voormalige branderij                                                                |                       |                                  | Hasselt              | Demerstraat 21                | 50° 55′ 53″ nord, 5° 20′ 18″ est | 21871               | (nl) Huis Het Groot Fortuyn, voormalige branderij                                                                    |
| (nl) Huis Sint-Joseph                                                                                            |                       |                                  | Hasselt              | Demerstraat 33                | 50° 55′ 54″ nord, 5° 20′ 17″ est | 21872               | (nl) Huis Sint-Joseph                                                                                                |
| (nl) Huis De Fransche Kroon, voormalige jeneverstokerij                                                          |                       |                                  | Hasselt              | Demerstraat 37                | 50° 55′ 54″ nord, 5° 20′ 18″ est | 21873               | (nl) Huis De Fransche Kroon, voormalige jeneverstokerij                                                              |
| (nl) Twee woningen, breedhuizen                                                                                  |                       |                                  | Hasselt              | Demerstraat 39                | 50° 55′ 54″ nord, 5° 20′ 18″ est | 21874               | (nl) Twee woningen, breedhuizen                                                                                      |
| (nl) Twee woningen, breedhuizen                                                                                  |                       |                                  | Hasselt              | Demerstraat 41                | 50° 55′ 54″ nord, 5° 20′ 18″ est | 21874               | (nl) Twee woningen, breedhuizen                                                                                      |
| (nl) Huis De Warande, voormalige jeneverstokerij                                                                 |                       |                                  | Hasselt              | Demerstraat 43-45             | 50° 55′ 55″ nord, 5° 20′ 17″ est | 21875               | (nl) Huis De Warande, voormalige jeneverstokerij                                                                     |
| (nl) Burgerhuizen in neoclassicistische stijl                                                                    |                       |                                  | Hasselt              | Demerstraat 46                | 50° 56′ 02″ nord, 5° 20′ 21″ est | 21876               | (nl) Burgerhuizen in neoclassicistische stijl                                                                        |
| (nl) Burgerhuizen in neoclassicistische stijl                                                                    |                       |                                  | Hasselt              | Demerstraat 48                | 50° 56′ 02″ nord, 5° 20′ 21″ est | 21876               | (nl) Burgerhuizen in neoclassicistische stijl                                                                        |
| (nl) Burgerhuizen in neoclassicistische stijl                                                                    |                       |                                  | Hasselt              | Demerstraat 49                | 50° 56′ 02″ nord, 5° 20′ 21″ est | 21876               | (nl) Burgerhuizen in neoclassicistische stijl                                                                        |
| (nl) Burgerhuizen in neoclassicistische stijl                                                                    |                       |                                  | Hasselt              | Demerstraat 50                | 50° 56′ 02″ nord, 5° 20′ 21″ est | 21876               | (nl) Burgerhuizen in neoclassicistische stijl                                                                        |
| (nl) Burgerhuizen in neoclassicistische stijl                                                                    |                       |                                  | Hasselt              | Demerstraat 53                | 50° 56′ 02″ nord, 5° 20′ 21″ est | 21876               | (nl) Burgerhuizen in neoclassicistische stijl                                                                        |
| (nl) Burgerhuizen in neoclassicistische stijl                                                                    |                       |                                  | Hasselt              | Demerstraat 68                | 50° 56′ 02″ nord, 5° 20′ 21″ est | 21876               | (nl) Burgerhuizen in neoclassicistische stijl                                                                        |
| (nl) Burgerhuizen in neoclassicistische stijl                                                                    |                       |                                  | Hasselt              | Demerstraat 74                | 50° 56′ 02″ nord, 5° 20′ 21″ est | 21876               | (nl) Burgerhuizen in neoclassicistische stijl                                                                        |
| (nl) Burgerhuizen in neoclassicistische stijl                                                                    |                       |                                  | Hasselt              | Demerstraat 76                | 50° 56′ 02″ nord, 5° 20′ 21″ est | 21876               | (nl) Burgerhuizen in neoclassicistische stijl                                                                        |
| (nl) Burgerhuizen in neoclassicistische stijl                                                                    |                       |                                  | Hasselt              | Demerstraat 78                | 50° 56′ 02″ nord, 5° 20′ 21″ est | 21876               | (nl) Burgerhuizen in neoclassicistische stijl                                                                        |
| (nl) Woning, breedhuis                                                                                           |                       |                                  | Hasselt              | Demerstraat 58                | 50° 55′ 58″ nord, 5° 20′ 18″ est | 21877               | (nl) Woning, breedhuis                                                                                               |
| (nl) Huis De Gulden Spoor                                                                                        |                       |                                  | Hasselt              | Demerstraat 69                | 50° 55′ 57″ nord, 5° 20′ 19″ est | 21878               | (nl) Huis De Gulden Spoor                                                                                            |
| (nl) Hoekhuis De Prins van Luyck                                                                                 |                       |                                  | Hasselt              | Diesterstraat 1               | 50° 55′ 50″ nord, 5° 19′ 58″ est | 21881               | (nl) Hoekhuis De Prins van Luyck                                                                                     |
| (nl) Hoekhuis |                       |                                  | Hasselt              | Diesterstraat 24-26           | 50° 55′ 50″ nord, 5° 19′ 58″ est | 21881               | (nl) Hoekhuis |
| (nl) Hoekhuizen                                                                                                  |                       |                                  | Hasselt              | Thonissenlaan 1               | 50° 55′ 50″ nord, 5° 19′ 58″ est | 21881               | (nl) Hoekhuizen |
| (nl) Huis De Kleyn Gasthuyskerck                                                                                 |                       |                                  | Hasselt              | Diesterstraat 4               | 50° 55′ 48″ nord, 5° 20′ 01″ est | 21882               | (nl) Huis De Kleyn Gasthuyskerck                                                                                     |
| (nl) Huis Die Witte Lersse                                                                                       |                       |                                  | Hasselt              | Diesterstraat 6               | 50° 55′ 48″ nord, 5° 20′ 01″ est | 21883               | (nl) Huis Die Witte Lersse                                                                                           |
| (nl) Huis De Witte Leeuw                                                                                         |                       |                                  | Hasselt              | Diesterstraat 8               | 50° 55′ 48″ nord, 5° 20′ 00″ est | 21884               | (nl) Huis De Witte Leeuw                                                                                             |
| (nl) Woning, breedhuis                                                                                           |                       |                                  | Hasselt              | Diesterstraat 9               | 50° 55′ 50″ nord, 5° 20′ 01″ est | 21885               | (nl) Woning, breedhuis                                                                                               |
| (nl) Huis In den Gaper                                                                                           |                       |                                  | Hasselt              | Diesterstraat 11              | 50° 55′ 50″ nord, 5° 20′ 01″ est | 21886               | (nl) Huis In den Gaper                                                                                               |
| (nl) Huis De Boeredans en recente winkelpui                                                                      |                       |                                  | Hasselt              | Diesterstraat 13              | 50° 55′ 50″ nord, 5° 20′ 01″ est | 21887               | (nl) Huis De Boeredans en recente winkelpui                                                                          |
| (nl) Huis De Wal                                                                                                 |                       |                                  | Hasselt              | Diesterstraat 15              | 50° 55′ 50″ nord, 5° 20′ 00″ est | 21889               | (nl) Huis De Wal |
| (nl) Woning, breedhuis                                                                                           |                       |                                  | Hasselt              | Diesterstraat 18              | 50° 55′ 49″ nord, 5° 19′ 59″ est | 21890               | (nl) Woning, breedhuis                                                                                               |
| (nl) Huis Cornu                                                                                                  | Ja                    |                                  | Hasselt              | Diesterstraat 20              | 50° 55′ 49″ nord, 5° 19′ 59″ est | 21891               | (nl) Huis Cornu |
| (nl) Neoclassicistische woning                                                                                   |                       |                                  | Hasselt              | Dokter Willemsstraat 12       | 50° 55′ 51″ nord, 5° 20′ 02″ est | 21892               | (nl) Neoclassicistische woning                                                                                       |
| (nl) Neoclassicistische woning                                                                                   |                       |                                  | Hasselt              | Dokter Willemsstraat 22       | 50° 55′ 51″ nord, 5° 20′ 02″ est | 21892               | (nl) Neoclassicistische woning                                                                                       |
| (nl) Neoclassicistische woning                                                                                   |                       |                                  | Hasselt              | Dokter Willemsstraat 26       | 50° 55′ 51″ nord, 5° 20′ 02″ est | 21892               | (nl) Neoclassicistische woning                                                                                       |
| (nl) Neoclassicistische woning                                                                                   |                       |                                  | Hasselt              | Dokter Willemsstraat 30       | 50° 55′ 51″ nord, 5° 20′ 02″ est | 21892               | (nl) Neoclassicistische woning                                                                                       |
| (nl) Woning, breedhuis                                                                                           |                       |                                  | Hasselt              | Dokter Willemsstraat 24       | 50° 55′ 51″ nord, 5° 20′ 03″ est | 21893               | (nl) Woning, breedhuis                                                                                               |
| (nl) Woonhuis van L. Willems (voormalig)                                                                         | Ja                    |                                  | Hasselt              | Dokter Willemsstraat 28       | 50° 55′ 52″ nord, 5° 20′ 02″ est | 21894               | (nl) Woonhuis van L. Willems (voormalig)                                                                             |
| (nl) Woning in neotraditionele stijl                                                                             |                       |                                  | Hasselt              | Dorpsstraat 8                 | 50° 55′ 55″ nord, 5° 20′ 08″ est | 21895               | (nl) Woning in neotraditionele stijl                                                                                 |
| (nl) Burgerhuis                                                                                                  |                       |                                  | Hasselt              | Dorpsstraat 13                | 50° 55′ 56″ nord, 5° 20′ 06″ est | 21897               | (nl) Burgerhuis |
| (nl) Woning, breedhuis                                                                                           |                       |                                  | Hasselt              | Fruitmarkt 3                  | 50° 55′ 48″ nord, 5° 20′ 16″ est | 21898               | (nl) Woning, breedhuis                                                                                               |
| (nl) Woning, breedhuis                                                                                           |                       |                                  | Hasselt              | Fruitmarkt 14                 | 50° 55′ 49″ nord, 5° 20′ 18″ est | 21899               | (nl) Woning, breedhuis                                                                                               |
| (nl) Gasthuis Sint-Barbaradal en grauwzusterklooster (voormalig)                                                 | Ja                    |                                  | Hasselt              | Thonissenlaan 75              | 50° 56′ 02″ nord, 5° 20′ 19″ est | 21900               | (nl) Gasthuis Sint-Barbaradal en grauwzusterklooster (voormalig)                                                     |
| Hôtel de ville (nl) Gemeentehuis De Nieuwen Bauw, voormalig hotel                                                | Ja                    |                                  | Hasselt              | Groenplein                    | 50° 55′ 52″ nord, 5° 20′ 13″ est | 21901               | alt=Hôtel de ville (nl) Gemeentehuis De Nieuwen Bauw, voormalig hotel                                                |
| (nl) Huizen De Draeck en De Sleutel                                                                              | Ja                    |                                  | Hasselt              | Grote Markt                   | 50° 55′ 46″ nord, 5° 20′ 13″ est | 21903               | (nl) Huizen De Draeck en De Sleutel                                                                                  |
| (nl) Huis De Voetboge Camer                                                                                      | Ja                    |                                  | Hasselt              | Grote Markt 2                 | 50° 55′ 46″ nord, 5° 20′ 13″ est | 21904               | (nl) Huis De Voetboge Camer                                                                                          |
| Maison dite Het Sweert (l'Épée) (nl) Huis Het Sweert                                                             | Ja                    |                                  | Hasselt              | Grote Markt 3                 | 50° 55′ 47″ nord, 5° 20′ 13″ est | 21905               | alt=Maison dite Het Sweert (l'Épée) (nl) Huis Het Sweert                                                             |
| (nl) Huis Den Cop of Den Gulden Cop                                                                              |                       |                                  | Hasselt              | Grote Markt 5                 | 50° 55′ 47″ nord, 5° 20′ 15″ est | 21906               | (nl) Huis Den Cop of Den Gulden Cop                                                                                  |
| (nl) Huis Die Kettel of De Gouden Ketting                                                                        |                       |                                  | Hasselt              | Grote Markt 9                 | 50° 55′ 47″ nord, 5° 20′ 16″ est | 21908               | (nl) Huis Die Kettel of De Gouden Ketting                                                                            |
| (nl) Huis De Koning van Polen                                                                                    | Ja                    |                                  | Hasselt              | Grote Markt 11                | 50° 55′ 46″ nord, 5° 20′ 17″ est | 21909               | (nl) Huis De Koning van Polen                                                                                        |
| (nl) Woning, breedhuis                                                                                           |                       |                                  | Hasselt              | Grote Markt 13                | 50° 55′ 46″ nord, 5° 20′ 18″ est | 21910               | (nl) Woning, breedhuis                                                                                               |
| (nl) Huis Het Slot                                                                                               |                       |                                  | Hasselt              | Grote Markt 14                | 50° 55′ 46″ nord, 5° 20′ 17″ est | 21911               | (nl) Huis Het Slot                                                                                                   |
| (nl) Hoekhuis De Drij Pistolen                                                                                   | Ja                    |                                  | Hasselt              | Grote Markt 15                | 50° 55′ 45″ nord, 5° 20′ 17″ est | 21912               | (nl) Hoekhuis De Drij Pistolen                                                                                       |
| (nl) Gebouwen met winkelgalerij                                                                                  |                       |                                  | Hasselt              | Grote Markt 16-17-18          | 50° 55′ 45″ nord, 5° 20′ 16″ est | 21913               | (nl) Gebouwen met winkelgalerij                                                                                      |
| Ancien couvent des Augustins (nl) Augustijnenklooster (voormalig)                                                |                       |                                  | Hasselt              | Havermarkt 45                 | 50° 55′ 46″ nord, 5° 20′ 04″ est | 21914               | alt=Ancien couvent des Augustins (nl) Augustijnenklooster (voormalig)                                                |
| (nl) Huis De Cleyne Draeck                                                                                       |                       |                                  | Hasselt              | Havermarkt Z.nr.              | 50° 55′ 46″ nord, 5° 20′ 13″ est | 21915               | (nl) Huis De Cleyne Draeck                                                                                           |
| (nl) Huis De Pandour of De Roode Engel                                                                           |                       |                                  | Hasselt              | Havermarkt 3                  | 50° 55′ 46″ nord, 5° 20′ 13″ est | 21916               | (nl) Huis De Pandour of De Roode Engel                                                                               |
| (nl) Huis Het Leerske of Die Leerse                                                                              | Ja                    |                                  | Hasselt              | Havermarkt 4                  | 50° 55′ 45″ nord, 5° 20′ 13″ est | 21917               | (nl) Huis Het Leerske of Die Leerse                                                                                  |
| (nl) Handelsrechtbank neoclassicistisch herenhuis                                                                | Ja                    |                                  | Hasselt              | Havermarkt 8                  | 50° 55′ 45″ nord, 5° 20′ 12″ est | 21918               | (nl) Handelsrechtbank neoclassicistisch herenhuis                                                                    |
| (nl) Gerechtshof                                                                                                 |                       |                                  | Hasselt              | Havermarkt 10                 | 50° 55′ 44″ nord, 5° 20′ 10″ est | 21919               | (nl) Gerechtshof |
| (nl) Huizen De Sterre en De Seehondt                                                                             |                       |                                  | Hasselt              | Havermarkt 11                 | 50° 55′ 46″ nord, 5° 20′ 11″ est | 21920               | (nl) Huizen De Sterre en De Seehondt                                                                                 |
| (nl) Huizen De Sterre en De Seehondt                                                                             |                       |                                  | Hasselt              | Havermarkt 13                 | 50° 55′ 46″ nord, 5° 20′ 11″ est | 21920               | (nl) Huizen De Sterre en De Seehondt                                                                                 |
| (nl) Hoekhuis De Gulden Sadel                                                                                    | Ja                    |                                  | Hasselt              | Havermarkt 12                 | 50° 55′ 45″ nord, 5° 20′ 09″ est | 21921               | (nl) Hoekhuis De Gulden Sadel                                                                                        |
| (nl) Woning, breedhuis                                                                                           |                       |                                  | Hasselt              | Havermarkt 14                 | 50° 55′ 44″ nord, 5° 20′ 08″ est | 21922               | (nl) Woning, breedhuis                                                                                               |
| (nl) Huis De Kleyne Gulden Put                                                                                   |                       |                                  | Hasselt              | Havermarkt 19                 | 50° 55′ 46″ nord, 5° 20′ 09″ est | 21923               | (nl) Huis De Kleyne Gulden Put                                                                                       |
| (nl) Herenhuis Den Cleynen Eenhoeren                                                                             | Ja                    |                                  | Hasselt              | Havermarkt 22                 | 50° 55′ 45″ nord, 5° 20′ 06″ est | 21924               | (nl) Herenhuis Den Cleynen Eenhoeren                                                                                 |
| Maison dite De Gulden Put (le Puits d'or) (nl) Huis De Gulden Put                                                | Oui                   |                                  | Hasselt              | Havermarkt 21                 | 50° 55′ 46″ nord, 5° 20′ 08″ est | 21925               | alt=Maison dite De Gulden Put (le Puits d'or) (nl) Huis De Gulden Put                                                |
| Maison dite De Gulden Put (le Puits d'or) (nl) Huis De Gulden Put                                                | Oui                   |                                  | Hasselt              | Havermarkt 23                 | 50° 55′ 46″ nord, 5° 20′ 08″ est | 21925               | alt=Maison dite De Gulden Put (le Puits d'or) (nl) Huis De Gulden Put                                                |
| Maison de maître dite De Groote Eenhoren (la Grande Licorne) (nl) Herenhuis De Groote Eenhoren                   |                       |                                  | Hasselt              | Havermarkt 24                 | 50° 55′ 45″ nord, 5° 20′ 05″ est | 21926               | alt=Maison de maître dite De Groote Eenhoren (la Grande Licorne) (nl) Herenhuis De Groote Eenhoren                   |
| (nl) Herenhuis Sint-Augustinus                                                                                   |                       |                                  | Hasselt              | Havermarkt 28                 | 50° 55′ 45″ nord, 5° 20′ 05″ est | 21927               | (nl) Herenhuis Sint-Augustinus                                                                                       |
| (nl) Huis De Cat                                                                                                 | Ja                    |                                  | Hasselt              | Havermarkt 27                 | 50° 55′ 46″ nord, 5° 20′ 08″ est | 21928               | (nl) Huis De Cat |
| (nl) Neoclassistische woning                                                                                     |                       |                                  | Hasselt              | Havermarkt 29                 | 50° 55′ 46″ nord, 5° 20′ 07″ est | 21929               | (nl) Neoclassistische woning                                                                                         |
| (nl) Postgebouw                                                                                                  | Ja                    |                                  | Hasselt              | Havermarkt 31-33              | 50° 55′ 46″ nord, 5° 20′ 07″ est | 21930               | (nl) Postgebouw |
| (nl) Herenhuis in eclectische stijl van 1913                                                                     | Ja                    |                                  | Hasselt              | Havermarkt 32                 | 50° 55′ 45″ nord, 5° 20′ 03″ est | 21931               | (nl) Herenhuis in eclectische stijl van 1913                                                                         |
| (nl) Hoekhuis in neobarok van 1925                                                                               | Ja                    |                                  | Hasselt              | Havermarkt 47                 | 50° 55′ 46″ nord, 5° 20′ 03″ est | 21933               | (nl) Hoekhuis in neobarok van 1925                                                                                   |
| (nl) Parochiekerk Heilig Hart                                                                                    | Ja                    |                                  | Hasselt              | Plantenstraat 75              | 50° 56′ 08″ nord, 5° 19′ 37″ est | 21934               | (nl) Parochiekerk Heilig Hart                                                                                        |
| (nl) Huis Het Corenvat en Het Cleyn Coren vat                                                                    |                       |                                  | Hasselt              | Botermarkt 25                 | 50° 55′ 49″ nord, 5° 20′ 22″ est | 21935               | (nl) Huis Het Corenvat en Het Cleyn Coren vat                                                                        |
| (nl) Herenhuis Het Hemelrijk                                                                                     | Ja                    |                                  | Hasselt              | Hemelrijk 13                  | 50° 55′ 48″ nord, 5° 20′ 24″ est | 21936               | (nl) Herenhuis Het Hemelrijk                                                                                         |
| (nl) Herenhuis De Helm                                                                                           | Ja                    |                                  | Hasselt              | Hoogstraat 1                  | 50° 55′ 47″ nord, 5° 20′ 15″ est | 21937               | (nl) Herenhuis De Helm                                                                                               |
| (nl) Huis De Roos                                                                                                | Ja                    |                                  | Hasselt              | Hoogstraat 2                  | 50° 55′ 47″ nord, 5° 20′ 14″ est | 21938               | (nl) Huis De Roos |
| (nl) Huis De Seven Weeen                                                                                         |                       |                                  | Hasselt              | Hoogstraat 4                  | 50° 55′ 48″ nord, 5° 20′ 14″ est | 21939               | (nl) Huis De Seven Weeen                                                                                             |
| (nl) Huis De Reep of Moriaenshoek                                                                                |                       |                                  | Hasselt              | Hoogstraat 5                  | 50° 55′ 48″ nord, 5° 20′ 16″ est | 21940               | (nl) Huis De Reep of Moriaenshoek                                                                                    |
| (nl) Huis De Suikerton of De Suikerpot                                                                           |                       |                                  | Hasselt              | Hoogstraat 7                  | 50° 55′ 48″ nord, 5° 20′ 16″ est | 21941               | (nl) Huis De Suikerton of De Suikerpot                                                                               |
| (nl) Huis De Dry Cronen, apotheek                                                                                |                       |                                  | Hasselt              | Hoogstraat 8                  | 50° 55′ 48″ nord, 5° 20′ 14″ est | 21942               | (nl) Huis De Dry Cronen, apotheek                                                                                    |
| (nl) Huis Het Molenyser                                                                                          |                       |                                  | Hasselt              | Hoogstraat 9                  | 50° 55′ 48″ nord, 5° 20′ 15″ est | 21943               | (nl) Huis Het Molenyser                                                                                              |
| (nl) Huis Het Swert Schaep                                                                                       |                       |                                  | Hasselt              | Hoogstraat 12                 | 50° 55′ 48″ nord, 5° 20′ 14″ est | 21944               | (nl) Huis Het Swert Schaep                                                                                           |
| (nl) Woning, breedhuis                                                                                           |                       |                                  | Hasselt              | Hoogstraat 15                 | 50° 55′ 49″ nord, 5° 20′ 16″ est | 21945               | (nl) Woning, breedhuis                                                                                               |
| (nl) Huis De Pereboom                                                                                            |                       |                                  | Hasselt              | Hoogstraat 24                 | 50° 55′ 50″ nord, 5° 20′ 15″ est | 21948               | (nl) Huis De Pereboom                                                                                                |
| (nl) Huis De Molensteen                                                                                          | Ja                    |                                  | Hasselt              | Hoogstraat 26                 | 50° 55′ 50″ nord, 5° 20′ 15″ est | 21949               | (nl) Huis De Molensteen                                                                                              |
| (nl) Woningen, breedhuizen                                                                                       |                       |                                  | Hasselt              | Isabellastraat 13             | 50° 55′ 58″ nord, 5° 20′ 11″ est | 21950               | (nl) Woningen, breedhuizen                                                                                           |
| (nl) Woningen, breedhuizen                                                                                       |                       |                                  | Hasselt              | Isabellastraat 15             | 50° 55′ 58″ nord, 5° 20′ 11″ est | 21950               | (nl) Woningen, breedhuizen                                                                                           |
| (nl) Woningen, breedhuizen                                                                                       |                       |                                  | Hasselt              | Isabellastraat 17             | 50° 55′ 58″ nord, 5° 20′ 11″ est | 21950               | (nl) Woningen, breedhuizen                                                                                           |
| (nl) Woningen, breedhuizen                                                                                       |                       |                                  | Hasselt              | Isabellastraat 19             | 50° 55′ 58″ nord, 5° 20′ 11″ est | 21950               | (nl) Woningen, breedhuizen                                                                                           |
| Basilique Notre-Dame Virga Jessé                                                                                 | Ja                    |                                  | Hasselt              | Kapelstraat                   | 50° 55′ 47″ nord, 5° 20′ 11″ est | 21952               | Basilique Notre-Dame Virga Jessé                                                                                     |
| (nl) Huis Den Crans                                                                                              | Ja                    |                                  | Hasselt              | Kapelstraat 1                 | 50° 55′ 47″ nord, 5° 20′ 14″ est | 21953               | (nl) Huis Den Crans                                                                                                  |
| (nl) Huis Het Kalf of Het Gulden Kalf                                                                            |                       |                                  | Hasselt              | Kapelstraat 4                 | 50° 55′ 47″ nord, 5° 20′ 13″ est | 21954               | (nl) Huis Het Kalf of Het Gulden Kalf                                                                                |
| (nl) Huis Den Turck later De Forteyne                                                                            | Ja                    |                                  | Hasselt              | Kapelstraat 3                 | 50° 55′ 47″ nord, 5° 20′ 14″ est | 21955               | (nl) Huis Den Turck later De Forteyne                                                                                |
| (nl) Huis De Gulden Borsse of Gulden Beurse                                                                      | Ja                    |                                  | Hasselt              | Kapelstraat 5                 | 50° 55′ 48″ nord, 5° 20′ 13″ est | 21956               | (nl) Huis De Gulden Borsse of Gulden Beurse                                                                          |
| (nl) Huis Den Swarten Hoedt                                                                                      |                       |                                  | Hasselt              | Kapelstraat 6A-6B             | 50° 55′ 47″ nord, 5° 20′ 13″ est | 21957               | (nl) Huis Den Swarten Hoedt                                                                                          |
| (nl) Huis De Groote Pellicaen, voormalige herberg                                                                | Ja                    |                                  | Hasselt              | Kapelstraat 43                | 50° 55′ 48″ nord, 5° 20′ 06″ est | 21958               | (nl) Huis De Groote Pellicaen, voormalige herberg                                                                    |
| (nl) Huis De Kleine Mortier of Het Oud College                                                                   |                       |                                  | Hasselt              | Kapelstraat 44                | 50° 55′ 47″ nord, 5° 20′ 03″ est | 21959               | (nl) Huis De Kleine Mortier of Het Oud College                                                                       |
| (nl) Herenhuis De Gulden Mortier                                                                                 |                       |                                  | Hasselt              | Kapelstraat 46                | 50° 55′ 47″ nord, 5° 20′ 02″ est | 21960               | (nl) Herenhuis De Gulden Mortier                                                                                     |
| (nl) Huis De Groote Seyssen of Die Gulden Seyssen                                                                |                       |                                  | Hasselt              | Kapelstraat 47                | 50° 55′ 48″ nord, 5° 20′ 06″ est | 21961               | (nl) Huis De Groote Seyssen of Die Gulden Seyssen                                                                    |
| (nl) Huis Sinte-Geertruyde                                                                                       |                       |                                  | Hasselt              | Kapelstraat 48                | 50° 55′ 48″ nord, 5° 20′ 02″ est | 21962               | (nl) Huis Sinte-Geertruyde                                                                                           |
| (nl) Huis De Arent of Den Swerten Aer                                                                            | Ja                    |                                  | Hasselt              | Kapelstraat 49                | 50° 55′ 48″ nord, 5° 20′ 05″ est | 21963               | (nl) Huis De Arent of Den Swerten Aer                                                                                |
| (nl) Burgerhuis Het Lombardenhuys                                                                                | Ja                    |                                  | Hasselt              | Kapelstraat 51                | 50° 55′ 48″ nord, 5° 20′ 04″ est | 21964               | (nl) Burgerhuis Het Lombardenhuys                                                                                    |
| (nl) Huis De Reep                                                                                                |                       |                                  | Hasselt              | Kapelstraat 55                | 50° 55′ 48″ nord, 5° 20′ 03″ est | 21965               | (nl) Huis De Reep |
| Maison dite De Wijzer (nl) Huis De Wijzer                                                                        |                       |                                  | Hasselt              | Kapelstraat 57                | 50° 55′ 48″ nord, 5° 20′ 02″ est | 21966               | alt=Maison dite De Wijzer (nl) Huis De Wijzer                                                                        |
| (nl) Vergaderhuis Literair Genootschap                                                                           | Ja                    |                                  | Hasselt              | Koning Albertstraat 1         | 50° 55′ 45″ nord, 5° 20′ 14″ est | 21967               | (nl) Vergaderhuis Literair Genootschap                                                                               |
| (nl) Huis De Bruyne Visch                                                                                        |                       |                                  | Hasselt              | Koning Albertstraat 5-7       | 50° 55′ 45″ nord, 5° 20′ 13″ est | 21968               | (nl) Huis De Bruyne Visch                                                                                            |
| (nl) Huis De Gekroonde Haen                                                                                      |                       |                                  | Hasselt              | Koning Albertstraat 9         | 50° 55′ 44″ nord, 5° 20′ 13″ est | 21969               | (nl) Huis De Gekroonde Haen                                                                                          |
| (nl) Huis De Roode Haen                                                                                          |                       |                                  | Hasselt              | Koning Albertstraat 11        | 50° 55′ 44″ nord, 5° 20′ 13″ est | 21970               | (nl) Huis De Roode Haen                                                                                              |
| (nl) Huis Die Gulde Waeghe                                                                                       |                       |                                  | Hasselt              | Koning Albertstraat 13        | 50° 55′ 44″ nord, 5° 20′ 12″ est | 21971               | (nl) Huis Die Gulde Waeghe                                                                                           |
| (nl) Huis De Gekroonde Fazanthaen                                                                                |                       |                                  | Hasselt              | Koning Albertstraat 14        | 50° 55′ 44″ nord, 5° 20′ 15″ est | 21972               | (nl) Huis De Gekroonde Fazanthaen                                                                                    |
| (nl) Huis De Clock                                                                                               |                       |                                  | Hasselt              | Koning Albertstraat 16-18     | 50° 55′ 44″ nord, 5° 20′ 15″ est | 21973               | (nl) Huis De Clock                                                                                                   |
| (nl) Huis De Witte Man                                                                                           |                       |                                  | Hasselt              | Koning Albertstraat 20        | 50° 55′ 44″ nord, 5° 20′ 14″ est | 21974               | (nl) Huis De Witte Man                                                                                               |
| (nl) Huis Moriaenskop of In den Moriaan                                                                          |                       |                                  | Hasselt              | Koning Albertstraat 24        | 50° 55′ 43″ nord, 5° 20′ 15″ est | 21975               | (nl) Huis Moriaenskop of In den Moriaan                                                                              |
| (nl) Huis De Hertog van Beieren                                                                                  |                       |                                  | Hasselt              | Koning Albertstraat 25        | 50° 55′ 42″ nord, 5° 20′ 12″ est | 21976               | (nl) Huis De Hertog van Beieren                                                                                      |
| (nl) Huis Het Groen Peert                                                                                        |                       |                                  | Hasselt              | Koning Albertstraat 39        | 50° 55′ 40″ nord, 5° 20′ 11″ est | 21977               | (nl) Huis Het Groen Peert                                                                                            |
| (nl) Huis Den Coninck van Spagnien van 1761                                                                      |                       |                                  | Hasselt              | Koning Albertstraat 42        | 50° 55′ 41″ nord, 5° 20′ 15″ est | 21979               | (nl) Huis Den Coninck van Spagnien van 1761                                                                          |
| (nl) Huis De Gulden Leeuw                                                                                        |                       |                                  | Hasselt              | Koning Albertstraat 43-45     | 50° 55′ 40″ nord, 5° 20′ 11″ est | 21980               | (nl) Huis De Gulden Leeuw                                                                                            |
| (nl) Huis Het Vosken                                                                                             |                       |                                  | Hasselt              | Koning Albertstraat 52        | 50° 55′ 40″ nord, 5° 20′ 14″ est | 21981               | (nl) Huis Het Vosken                                                                                                 |
| (nl) Woning, breedhuis                                                                                           |                       |                                  | Hasselt              | Koning Albertstraat 54        | 50° 55′ 40″ nord, 5° 20′ 13″ est | 21982               | (nl) Woning, breedhuis                                                                                               |
| (nl) Neoclassicistisch getinte woning                                                                            |                       |                                  | Hasselt              | Koning Albertstraat 64        | 50° 55′ 39″ nord, 5° 20′ 12″ est | 21983               | (nl) Neoclassicistisch getinte woning                                                                                |
| (nl) Neoclassicistisch getinte woning                                                                            | Oui                   |                                  | Hasselt              | Koningin Astridlaan 31        | 50° 55′ 54″ nord, 5° 19′ 55″ est | 21984               | (nl) Neoclassicistisch getinte woning                                                                                |
| (nl) Huis Van Straelen, herenhuis met art nouveau inslag                                                         | Ja                    |                                  | Hasselt              | Koningin Astridlaan 35        | 50° 55′ 54″ nord, 5° 19′ 53″ est | 21985               | (nl) Huis Van Straelen, herenhuis met art nouveau inslag                                                             |
| (nl) Neoclassicistisch getint herenhuis                                                                          |                       |                                  | Hasselt              | Koningin Astridlaan 38        | 50° 55′ 53″ nord, 5° 19′ 48″ est | 21986               | (nl) Neoclassicistisch getint herenhuis                                                                              |
| (nl) Woning naar ontwerp van H. Hoste                                                                            | Ja                    |                                  | Hasselt              | Koningin Astridlaan 81-83     | 50° 55′ 57″ nord, 5° 19′ 44″ est | 21988               | (nl) Woning naar ontwerp van H. Hoste                                                                                |
| (nl) Magazijn en woonhuis                                                                                        | Ja                    |                                  | Hasselt              | Koningin Astridlaan 77-79     | 50° 55′ 57″ nord, 5° 19′ 44″ est | 21989               | (nl) Magazijn en woonhuis                                                                                            |
| (nl) Woning, breedhuis                                                                                           |                       |                                  | Hasselt              | Kuringersteenweg 9            | 50° 55′ 59″ nord, 5° 19′ 39″ est | 21990               | (nl) Woning, breedhuis                                                                                               |
| (nl) Woning, breedhuis                                                                                           |                       |                                  | Hasselt              | Kuringersteenweg 11           | 50° 55′ 59″ nord, 5° 19′ 39″ est | 21990               | (nl) Woning, breedhuis                                                                                               |
| (nl) Woning, breedhuis                                                                                           |                       |                                  | Hasselt              | Kuringersteenweg 13           | 50° 55′ 59″ nord, 5° 19′ 39″ est | 21990               | (nl) Woning, breedhuis                                                                                               |
| (nl) Woning, breedhuis                                                                                           |                       |                                  | Hasselt              | Kuringersteenweg 15           | 50° 55′ 59″ nord, 5° 19′ 39″ est | 21990               | (nl) Woning, breedhuis                                                                                               |
| (nl) Huize De Brem van 1934                                                                                      | Ja                    |                                  | Hasselt              | Kuringersteenweg 134          | 50° 56′ 06″ nord, 5° 19′ 14″ est | 21991               | (nl) Huize De Brem van 1934                                                                                          |
| (nl) Woonhuis met magazijn                                                                                       |                       |                                  | Hasselt              | Kuringersteenweg 146          | 50° 56′ 06″ nord, 5° 19′ 10″ est | 21992               | (nl) Woonhuis met magazijn                                                                                           |
| (nl) Woning met art deco inslag                                                                                  |                       |                                  | Hasselt              | Lombaardstraat 6              | 50° 55′ 50″ nord, 5° 20′ 13″ est | 21993               | (nl) Woning met art deco inslag                                                                                      |
| (nl) Lyceum in classicistische stijl                                                                             | Ja                    |                                  | Hasselt              | Lombaardstraat 16             | 50° 55′ 50″ nord, 5° 20′ 11″ est | 21995               | (nl) Lyceum in classicistische stijl                                                                                 |
| (nl) Woning in eclectische stijl van 1903                                                                        |                       |                                  | Hasselt              | Lombaardstraat 17             | 50° 55′ 51″ nord, 5° 20′ 09″ est | 21996               | (nl) Woning in eclectische stijl van 1903                                                                            |
| Ancien hôtel du Conseil provincial de Limbourg (nl) Voormalig provincieraadsgebouw naar ontwerp van P. Saintenoy | Ja                    |                                  | Hasselt              | Lombaardstraat 19-23          | 50° 55′ 53″ nord, 5° 20′ 06″ est | 21997               | alt=Ancien hôtel du Conseil provincial de Limbourg (nl) Voormalig provincieraadsgebouw naar ontwerp van P. Saintenoy |
| (nl) Hotel van de gouverneur, herenhuis                                                                          |                       |                                  | Hasselt              | Lombaardstraat 25             | 50° 55′ 53″ nord, 5° 20′ 06″ est | 21998               | (nl) Hotel van de gouverneur, herenhuis                                                                              |
| (nl) Vodderkapelletje, Onze-Lieve-Vrouwekapel                                                                    |                       |                                  | Hasselt              | Luikersteenweg                | 50° 54′ 44″ nord, 5° 21′ 05″ est | 21999               | (nl) Vodderkapelletje, Onze-Lieve-Vrouwekapel                                                                        |
| (nl) Rijhuis |                       |                                  | Hasselt              | Luikersteenweg 2              | 50° 55′ 37″ nord, 5° 20′ 11″ est | 22000               | (nl) Rijhuis |
| (nl) Rijhuis |                       |                                  | Hasselt              | Luikersteenweg 4              | 50° 55′ 37″ nord, 5° 20′ 11″ est | 22000               | (nl) Rijhuis |
| (nl) Rijhuis |                       |                                  | Hasselt              | Luikersteenweg 6              | 50° 55′ 37″ nord, 5° 20′ 11″ est | 22000               | (nl) Rijhuis |
| (nl) Woning, breedhuis                                                                                           |                       |                                  | Hasselt              | Luikersteenweg 27             | 50° 55′ 33″ nord, 5° 20′ 12″ est | 22001               | (nl) Woning, breedhuis                                                                                               |
| (nl) Woning, breedhuis                                                                                           |                       |                                  | Hasselt              | Luikersteenweg 29             | 50° 55′ 33″ nord, 5° 20′ 12″ est | 22001               | (nl) Woning, breedhuis                                                                                               |
| (nl) Woning, breedhuis                                                                                           |                       |                                  | Hasselt              | Luikersteenweg 31             | 50° 55′ 33″ nord, 5° 20′ 12″ est | 22001               | (nl) Woning, breedhuis                                                                                               |
| (nl) Neoclassicistische herenhuis                                                                                |                       |                                  | Hasselt              | Luikersteenweg 41             | 50° 55′ 27″ nord, 5° 20′ 17″ est | 22003               | (nl) Neoclassicistische herenhuis                                                                                    |
| (nl) Neoclassicistische herenhuis                                                                                |                       |                                  | Hasselt              | Luikersteenweg 45             | 50° 55′ 27″ nord, 5° 20′ 17″ est | 22003               | (nl) Neoclassicistische herenhuis                                                                                    |
| (nl) Neoclassicistische herenhuis                                                                                |                       |                                  | Hasselt              | Luikersteenweg 61             | 50° 55′ 27″ nord, 5° 20′ 17″ est | 22003               | (nl) Neoclassicistische herenhuis                                                                                    |
| (nl) Herenhuis                                                                                                   |                       |                                  | Hasselt              | Luikersteenweg 62-64          | 50° 55′ 18″ nord, 5° 20′ 32″ est | 22004               | (nl) Herenhuis |
| (nl) Herenhuis Les Bergères                                                                                      |                       |                                  | Hasselt              | Luikersteenweg 132            | 50° 55′ 18″ nord, 5° 20′ 32″ est | 22004               | (nl) Herenhuis Les Bergères                                                                                          |
| (nl) Huis in eclectische stijl                                                                                   |                       |                                  | Hasselt              | Luikersteenweg 66             | 50° 55′ 27″ nord, 5° 20′ 23″ est | 22005               | (nl) Huis in eclectische stijl                                                                                       |
| (nl) Huis in eclectische stijl                                                                                   |                       |                                  | Hasselt              | Luikersteenweg 68             | 50° 55′ 27″ nord, 5° 20′ 23″ est | 22005               | (nl) Huis in eclectische stijl                                                                                       |
| (nl) Huis in eclectische stijl                                                                                   |                       |                                  | Hasselt              | Luikersteenweg 70             | 50° 55′ 27″ nord, 5° 20′ 23″ est | 22005               | (nl) Huis in eclectische stijl                                                                                       |
| (nl) Huis in eclectische stijl                                                                                   |                       |                                  | Hasselt              | Luikersteenweg 72             | 50° 55′ 27″ nord, 5° 20′ 23″ est | 22005               | (nl) Huis in eclectische stijl                                                                                       |
| (nl) Huis in eclectische stijl                                                                                   |                       |                                  | Hasselt              | Luikersteenweg 74             | 50° 55′ 27″ nord, 5° 20′ 23″ est | 22005               | (nl) Huis in eclectische stijl                                                                                       |
| (nl) Twee Toren Wijk, hoogbouw                                                                                   |                       |                                  | Hasselt              | Torenplein                    | 50° 55′ 44″ nord, 5° 20′ 26″ est | 22006               | (nl) Twee Toren Wijk, hoogbouw                                                                                       |
| (nl) Huis De Swoen                                                                                               |                       |                                  | Hasselt              | Maastrichterstraat 2          | 50° 55′ 45″ nord, 5° 20′ 18″ est | 22007               | (nl) Huis De Swoen                                                                                                   |
| (nl) Huis De Silveren Lamp                                                                                       |                       |                                  | Hasselt              | Maastrichterstraat 4          | 50° 55′ 45″ nord, 5° 20′ 18″ est | 22007               | (nl) Huis De Silveren Lamp                                                                                           |
| (nl) Huis De Perroen                                                                                             |                       |                                  | Hasselt              | Maastrichterstraat 5          | 50° 55′ 45″ nord, 5° 20′ 18″ est | 22007               | (nl) Huis De Perroen                                                                                                 |
| (nl) Huis De Cleyne Valck                                                                                        |                       |                                  | Hasselt              | Maastrichterstraat 6          | 50° 55′ 45″ nord, 5° 20′ 18″ est | 22007               | (nl) Huis De Cleyne Valck                                                                                            |
| (nl) Huis De Cleyne Maeght van Maestricht                                                                        |                       |                                  | Hasselt              | Maastrichterstraat 10         | 50° 55′ 45″ nord, 5° 20′ 18″ est | 22007               | (nl) Huis De Cleyne Maeght van Maestricht                                                                            |
| (nl) Huis De Dry Druyven of De Waepens van Hasselt                                                               |                       |                                  | Hasselt              | Maastrichterstraat 14         | 50° 55′ 45″ nord, 5° 20′ 18″ est | 22007               | (nl) Huis De Dry Druyven of De Waepens van Hasselt                                                                   |
| (nl) Huis De Paepegaey                                                                                           |                       |                                  | Hasselt              | Maastrichterstraat 16         | 50° 55′ 45″ nord, 5° 20′ 18″ est | 22007               | (nl) Huis De Paepegaey                                                                                               |
| (nl) Huis De Gulden Clock                                                                                        |                       |                                  | Hasselt              | Maastrichterstraat 21-23      | 50° 55′ 45″ nord, 5° 20′ 18″ est | 22007               | (nl) Huis De Gulden Clock                                                                                            |
| (nl) Huis Sint-Antonius                                                                                          |                       |                                  | Hasselt              | Maastrichterstraat 25         | 50° 55′ 45″ nord, 5° 20′ 18″ est | 22007               | (nl) Huis Sint-Antonius                                                                                              |
| (nl) Huis Het Root Huysken of Het Root Crays                                                                     |                       |                                  | Hasselt              | Maastrichterstraat 27         | 50° 55′ 45″ nord, 5° 20′ 18″ est | 22007               | (nl) Huis Het Root Huysken of Het Root Crays                                                                         |
| (nl) Huis De Wijndroef                                                                                           |                       |                                  | Hasselt              | Maastrichterstraat 29         | 50° 55′ 45″ nord, 5° 20′ 18″ est | 22007               | (nl) Huis De Wijndroef                                                                                               |
| (nl) Herenhuis De Valck                                                                                          | Ja                    |                                  | Hasselt              | Maastrichterstraat 1          | 50° 55′ 42″ nord, 5° 20′ 18″ est | 22008               | (nl) Herenhuis De Valck                                                                                              |
| (nl) Huis Het Schip                                                                                              |                       |                                  | Hasselt              | Maastrichterstraat 9          | 50° 55′ 44″ nord, 5° 20′ 17″ est | 22009               | (nl) Huis Het Schip                                                                                                  |
| (nl) Huis Het Ancker                                                                                             |                       |                                  | Hasselt              | Maastrichterstraat 22         | 50° 55′ 46″ nord, 5° 20′ 21″ est | 22010               | (nl) Huis Het Ancker                                                                                                 |
| (nl) Huis De Kleine Halle                                                                                        |                       |                                  | Hasselt              | Maastrichterstraat 30         | 50° 55′ 47″ nord, 5° 20′ 21″ est | 22011               | (nl) Huis De Kleine Halle                                                                                            |
| (nl) Huis De Biechtstoel                                                                                         |                       |                                  | Hasselt              | Maastrichterstraat 32         | 50° 55′ 47″ nord, 5° 20′ 21″ est | 22011               | (nl) Huis De Biechtstoel                                                                                             |
| (nl) Woning van 1776                                                                                             |                       |                                  | Hasselt              | Maastrichterstraat 31         | 50° 55′ 45″ nord, 5° 20′ 21″ est | 22012               | (nl) Woning van 1776                                                                                                 |
| (nl) Huis Den Cruysancker van 1776                                                                               |                       |                                  | Hasselt              | Maastrichterstraat 33         | 50° 55′ 45″ nord, 5° 20′ 21″ est | 22013               | (nl) Huis Den Cruysancker van 1776                                                                                   |
| (nl) Huis De Oliphant                                                                                            |                       |                                  | Hasselt              | Maastrichterstraat 38         | 50° 55′ 47″ nord, 5° 20′ 23″ est | 22014               | (nl) Huis De Oliphant                                                                                                |
| (nl) Neoclassicistisch huis Den Voerman                                                                          |                       |                                  | Hasselt              | Maastrichterstraat 40         | 50° 55′ 46″ nord, 5° 20′ 23″ est | 22015               | (nl) Neoclassicistisch huis Den Voerman                                                                              |
| (nl) Breedhuis in eclectische stijl                                                                              |                       |                                  | Hasselt              | Maastrichterstraat 46         | 50° 55′ 46″ nord, 5° 20′ 23″ est | 22016               | (nl) Breedhuis in eclectische stijl                                                                                  |
| (nl) Breedhuis in eclectische stijl                                                                              |                       |                                  | Hasselt              | Maastrichterstraat 48         | 50° 55′ 46″ nord, 5° 20′ 23″ est | 22016               | (nl) Breedhuis in eclectische stijl                                                                                  |
| (nl) Woning in eclectische stijl                                                                                 |                       |                                  | Hasselt              | Maastrichterstraat 56         | 50° 55′ 46″ nord, 5° 20′ 24″ est | 22017               | (nl) Woning in eclectische stijl                                                                                     |
| (nl) Woning in eclectische stijl                                                                                 |                       |                                  | Hasselt              | Maastrichterstraat 60         | 50° 55′ 46″ nord, 5° 20′ 24″ est | 22020               | (nl) Woning in eclectische stijl                                                                                     |
| (nl) Hotel de Corswarem, heden Stedelijk Muziekconservatorium                                                    | Ja                    |                                  | Hasselt              | Maastrichterstraat 63         | 50° 55′ 46″ nord, 5° 20′ 27″ est | 22021               | (nl) Hotel de Corswarem, heden Stedelijk Muziekconservatorium                                                        |
| Maison dite De Pasteye (nl) Huis De Pasteye van 1687                                                             | Ja                    |                                  | Hasselt              | Maastrichterstraat 65         | 50° 55′ 47″ nord, 5° 20′ 27″ est | 22023               | alt=Maison dite De Pasteye (nl) Huis De Pasteye van 1687                                                             |
| (nl) Huis De Witte Haen                                                                                          |                       |                                  | Hasselt              | Maastrichterstraat 69         | 50° 55′ 47″ nord, 5° 20′ 27″ est | 22024               | (nl) Huis De Witte Haen                                                                                              |
| (nl) Woning, breedhuis                                                                                           |                       |                                  | Hasselt              | Maastrichterstraat 70         | 50° 55′ 47″ nord, 5° 20′ 25″ est | 22025               | (nl) Woning, breedhuis                                                                                               |
| (nl) Huis De Trouw                                                                                               |                       |                                  | Hasselt              | Maastrichterstraat 73         | 50° 55′ 47″ nord, 5° 20′ 28″ est | 22026               | (nl) Huis De Trouw                                                                                                   |
| (nl) Woning, breedhuis                                                                                           |                       |                                  | Hasselt              | Maastrichterstraat 75         | 50° 55′ 47″ nord, 5° 20′ 28″ est | 22027               | (nl) Woning, breedhuis                                                                                               |
| (nl) Burgerhuis in eclectische stijl                                                                             |                       |                                  | Hasselt              | Maastrichterstraat 76         | 50° 55′ 48″ nord, 5° 20′ 25″ est | 22028               | (nl) Burgerhuis in eclectische stijl                                                                                 |
| Hôtel particulier dit Het Waerden Hof (nl) Het Waerden Hof, stedelijke Academie                                  | Ja                    |                                  | Hasselt              | Maastrichterstraat 85         | 50° 55′ 47″ nord, 5° 20′ 32″ est | 22029               | alt=Hôtel particulier dit Het Waerden Hof (nl) Het Waerden Hof, stedelijke Academie                                  |
| (nl) Woning, breedhuis                                                                                           |                       |                                  | Hasselt              | Maastrichterstraat 87         | 50° 55′ 48″ nord, 5° 20′ 32″ est | 22030               | (nl) Woning, breedhuis                                                                                               |
| (nl) Huis Den Gulden Hondt                                                                                       |                       |                                  | Hasselt              | Maastrichterstraat 89-91      | 50° 55′ 48″ nord, 5° 20′ 32″ est | 22031               | (nl) Huis Den Gulden Hondt                                                                                           |
| (nl) Huis De Reyger, nu school                                                                                   | Ja                    |                                  | Hasselt              | Maastrichterstraat 96         | 50° 55′ 48″ nord, 5° 20′ 28″ est | 22032               | (nl) Huis De Reyger, nu school                                                                                       |
| (nl) Huis De Blauwe Hondt                                                                                        |                       |                                  | Hasselt              | Maastrichterstraat 98         | 50° 55′ 49″ nord, 5° 20′ 31″ est | 22033               | (nl) Huis De Blauwe Hondt                                                                                            |
| (nl) Huis De Groote Clock of De Gulde Clock                                                                      |                       |                                  | Hasselt              | Maastrichterstraat 99         | 50° 55′ 48″ nord, 5° 20′ 34″ est | 22034               | (nl) Huis De Groote Clock of De Gulde Clock                                                                          |
| Maison de refuge de l'abbaye de Herkenrode (nl) Refugiehuis van de abdij van Herkenrode (voormalig)              | Ja                    |                                  | Hasselt              | Maastrichterstraat 100        | 50° 55′ 51″ nord, 5° 20′ 30″ est | 22035               | alt=Maison de refuge de l'abbaye de Herkenrode (nl) Refugiehuis van de abdij van Herkenrode (voormalig)              |
| (nl) Herenhuis neoclassicistische stijl                                                                          | Oui                   |                                  | Hasselt              | Maastrichterstraat 102        | 50° 55′ 50″ nord, 5° 20′ 35″ est | 22036               | (nl) Herenhuis neoclassicistische stijl                                                                              |
| (nl) Woning, breedhuis                                                                                           |                       |                                  | Hasselt              | Minderbroedersstraat 7        | 50° 55′ 56″ nord, 5° 20′ 15″ est | 22037               | (nl) Woning, breedhuis                                                                                               |
| (nl) Woning, breedhuis                                                                                           | Ja                    |                                  | Hasselt              | Minderbroedersstraat 11       | 50° 55′ 56″ nord, 5° 20′ 14″ est | 22038               | (nl) Woning, breedhuis                                                                                               |
| Couvent et église des Frères mineurs (nl) Klooster en kerk der minderbroeders                                    | Ja                    |                                  | Hasselt              | Minderbroedersstraat 23       | 50° 55′ 57″ nord, 5° 20′ 12″ est | 22039               | alt=Couvent et église des Frères mineurs (nl) Klooster en kerk der minderbroeders                                    |
| (nl) Arbeidershuizen                                                                                             | Oui                   |                                  | Hasselt              | Minderbroedersstraat 18-26    | 50° 55′ 54″ nord, 5° 20′ 13″ est | 22040               | (nl) Arbeidershuizen                                                                                                 |
| (nl) Woning, diephuis                                                                                            |                       |                                  | Hasselt              | Minderbroedersstraat 44       | 50° 55′ 55″ nord, 5° 20′ 11″ est | 22041               | (nl) Woning, diephuis                                                                                                |
| (nl) Neoclassicistisch herenhuis                                                                                 |                       |                                  | Hasselt              | Oude Kuringerbaan 107         | 50° 56′ 09″ nord, 5° 19′ 23″ est | 22043               | (nl) Neoclassicistisch herenhuis                                                                                     |
| (nl) Paalsteen, grenssteen van 1666                                                                              | Ja                    |                                  | Kuringen             | Langvennestraat               | 50° 57′ 46″ nord, 5° 20′ 23″ est | 22044               | (nl) Paalsteen, grenssteen van 1666                                                                                  |
| (nl) Huis De Wolf                                                                                                |                       |                                  | Hasselt              | Paardsdemerstraat 13          | 50° 55′ 55″ nord, 5° 20′ 21″ est | 22045               | (nl) Huis De Wolf |
| (nl) Huis De Nachtegaal, voormalige school                                                                       |                       |                                  | Hasselt              | Paardsdemerstraat 15          | 50° 55′ 55″ nord, 5° 20′ 21″ est | 22046               | (nl) Huis De Nachtegaal, voormalige school                                                                           |
| (nl) Twee woningen, hoekgebouw                                                                                   |                       |                                  | Hasselt              | de Schiervellaan 2            | 50° 55′ 49″ nord, 5° 19′ 58″ est | 22048               | (nl) Twee woningen, hoekgebouw                                                                                       |
| (nl) Twee woningen, hoekgebouw                                                                                   |                       |                                  | Hasselt              | de Schiervellaan 4            | 50° 55′ 49″ nord, 5° 19′ 58″ est | 22048               | (nl) Twee woningen, hoekgebouw                                                                                       |
| (nl) Woning, enkelhuis                                                                                           |                       |                                  | Hasselt              | de Schiervellaan 6            | 50° 55′ 49″ nord, 5° 19′ 58″ est | 22050               | (nl) Woning, enkelhuis                                                                                               |
| (nl) Herenhuis en fundamenten vestingstoren                                                                      |                       |                                  | Hasselt              | de Schiervellaan 26           | 50° 55′ 44″ nord, 5° 20′ 01″ est | 22053               | (nl) Herenhuis en fundamenten vestingstoren                                                                          |
| (nl) Rijkswachtkazerne van 1879                                                                                  | Ja                    |                                  | Hasselt              | Guffenslaan 18                | 50° 55′ 40″ nord, 5° 20′ 17″ est | 22054               | (nl) Rijkswachtkazerne van 1879                                                                                      |
| (nl) Sint-Jozefcollege van 1881                                                                                  | Ja                    |                                  | Hasselt              | Guffenslaan 27                | 50° 55′ 37″ nord, 5° 20′ 21″ est | 22055               | (nl) Sint-Jozefcollege van 1881                                                                                      |
| (nl) Herenhuis, enkelhuis                                                                                        |                       |                                  | Hasselt              | Guffenslaan 33                | 50° 55′ 39″ nord, 5° 20′ 28″ est | 22056               | (nl) Herenhuis, enkelhuis                                                                                            |
| (nl) Provinciale School voor Vroedvrouwen van 1912                                                               | Oui                   |                                  | Hasselt              | Guffenslaan 39                | 50° 55′ 39″ nord, 5° 20′ 33″ est | 22059               | (nl) Provinciale School voor Vroedvrouwen van 1912                                                                   |
| (nl) Klooster en kapel zusters clarissen-coletinen                                                               | Ja                    |                                  | Hasselt              | Guffenslaan 43                | 50° 55′ 44″ nord, 5° 20′ 37″ est | 22060               | (nl) Klooster en kapel zusters clarissen-coletinen                                                                   |
| Athénée Royal (nl) Koninklijk Atheneum van 1865                                                                  | Oui                   |                                  | Hasselt              | Guffenslaan 78-82             | 50° 55′ 44″ nord, 5° 20′ 30″ est | 22061               | alt=Athénée Royal (nl) Koninklijk Atheneum van 1865                                                                  |
| (nl) Huis in eclectische stijl                                                                                   |                       |                                  | Hasselt              | Guldensporenplein 16          | 50° 55′ 47″ nord, 5° 20′ 40″ est | 22062               | (nl) Huis in eclectische stijl                                                                                       |
| (nl) Huis in eclectische stijl                                                                                   |                       |                                  | Hasselt              | Guldensporenplein 18          | 50° 55′ 47″ nord, 5° 20′ 40″ est | 22062               | (nl) Huis in eclectische stijl                                                                                       |
| (nl) Huis in eclectische stijl                                                                                   |                       |                                  | Hasselt              | Guldensporenplein 20          | 50° 55′ 47″ nord, 5° 20′ 40″ est | 22062               | (nl) Huis in eclectische stijl                                                                                       |
| (nl) Huis in eclectische stijl                                                                                   |                       |                                  | Hasselt              | Guldensporenplein 22          | 50° 55′ 47″ nord, 5° 20′ 40″ est | 22062               | (nl) Huis in eclectische stijl                                                                                       |
| (nl) Kolonel Dusart Kazerne                                                                                      |                       |                                  | Hasselt              | Kolonel Dusartplein           | 50° 55′ 57″ nord, 5° 20′ 39″ est | 22063               | (nl) Kolonel Dusart Kazerne                                                                                          |
| (nl) Neoclassicistisch herenhuis                                                                                 |                       |                                  | Hasselt              | Kolonel Dusartplein 20        | 50° 55′ 53″ nord, 5° 20′ 35″ est | 22064               | (nl) Neoclassicistisch herenhuis                                                                                     |
| (nl) Woning in eclectische stijl                                                                                 |                       |                                  | Hasselt              | Leopoldplein 24               | 50° 55′ 40″ nord, 5° 20′ 04″ est | 22066               | (nl) Woning in eclectische stijl                                                                                     |
| (nl) Woning in eclectische stijl                                                                                 |                       |                                  | Hasselt              | Leopoldplein 26               | 50° 55′ 40″ nord, 5° 20′ 04″ est | 22066               | (nl) Woning in eclectische stijl                                                                                     |
| (nl) Neoclassicistisch getint herenhuis                                                                          |                       |                                  | Hasselt              | Leopoldplein 28               | 50° 55′ 40″ nord, 5° 20′ 03″ est | 22068               | (nl) Neoclassicistisch getint herenhuis                                                                              |
| (nl) Neotraditioneel getinte woningen                                                                            |                       |                                  | Hasselt              | Leopoldplein 30               | 50° 55′ 39″ nord, 5° 20′ 02″ est | 22069               | (nl) Neotraditioneel getinte woningen                                                                                |
| (nl) Neotraditioneel getinte woningen                                                                            |                       |                                  | Hasselt              | Leopoldplein 32               | 50° 55′ 39″ nord, 5° 20′ 02″ est | 22069               | (nl) Neotraditioneel getinte woningen                                                                                |
| (nl) Neoclassicistisch enkelhuis van 1904                                                                        |                       |                                  | Hasselt              | Leopoldplein 38               | 50° 55′ 40″ nord, 5° 20′ 01″ est | 22070               | (nl) Neoclassicistisch enkelhuis van 1904                                                                            |
| (nl) Woning in eclectische stijl                                                                                 |                       |                                  | Hasselt              | Martelarenlaan 20             | 50° 56′ 03″ nord, 5° 20′ 27″ est | 22072               | (nl) Woning in eclectische stijl                                                                                     |
| (nl) Huis in eclectische stijl van 1904                                                                          |                       |                                  | Hasselt              | Thonissenlaan 49              | 50° 56′ 00″ nord, 5° 20′ 11″ est | 22073               | (nl) Huis in eclectische stijl van 1904                                                                              |
| (nl) Huis in eclectische stijl van 1904                                                                          |                       |                                  | Hasselt              | Thonissenlaan 51              | 50° 56′ 00″ nord, 5° 20′ 11″ est | 22073               | (nl) Huis in eclectische stijl van 1904                                                                              |
| (nl) Huis in eclectische stijl van 1904                                                                          |                       |                                  | Hasselt              | Thonissenlaan 53              | 50° 56′ 00″ nord, 5° 20′ 11″ est | 22073               | (nl) Huis in eclectische stijl van 1904                                                                              |
| (nl) Huis in eclectische stijl van 1904                                                                          |                       |                                  | Hasselt              | Thonissenlaan 55              | 50° 56′ 00″ nord, 5° 20′ 11″ est | 22073               | (nl) Huis in eclectische stijl van 1904                                                                              |
| (nl) Huis in eclectische stijl van 1904                                                                          |                       |                                  | Hasselt              | Thonissenlaan 59              | 50° 56′ 00″ nord, 5° 20′ 11″ est | 22073               | (nl) Huis in eclectische stijl van 1904                                                                              |
| (nl) Huis in eclectische stijl van 1904                                                                          |                       |                                  | Hasselt              | Thonissenlaan 61              | 50° 56′ 00″ nord, 5° 20′ 11″ est | 22073               | (nl) Huis in eclectische stijl van 1904                                                                              |
| (nl) Huizenrij in eclectische stijl                                                                              |                       |                                  | Hasselt              | Thonissenlaan 60              | 50° 56′ 01″ nord, 5° 20′ 07″ est | 22074               | (nl) Huizenrij in eclectische stijl                                                                                  |
| (nl) Huis in eclectische stijl                                                                                   |                       |                                  | Hasselt              | Thonissenlaan 62              | 50° 56′ 01″ nord, 5° 20′ 07″ est | 22074               | (nl) Huis in eclectische stijl                                                                                       |
| (nl) Huis in eclectische stijl                                                                                   |                       |                                  | Hasselt              | Thonissenlaan 64              | 50° 56′ 01″ nord, 5° 20′ 07″ est | 22074               | (nl) Huis in eclectische stijl                                                                                       |
| (nl) Huis in eclectische stijl                                                                                   |                       |                                  | Hasselt              | Thonissenlaan 66              | 50° 56′ 01″ nord, 5° 20′ 07″ est | 22074               | (nl) Huis in eclectische stijl                                                                                       |
| (nl) Huis in eclectische stijl                                                                                   |                       |                                  | Hasselt              | Thonissenlaan 68              | 50° 56′ 01″ nord, 5° 20′ 07″ est | 22074               | (nl) Huis in eclectische stijl                                                                                       |
| (nl) Huis in eclectische stijl                                                                                   |                       |                                  | Hasselt              | Thonissenlaan 67_2            | 50° 56′ 01″ nord, 5° 20′ 12″ est | 22078               | (nl) Huis in eclectische stijl                                                                                       |
| Maison dite De Brabantsche Huyck (nl) Huis De Brabantsche Huyck van 1652                                         | Oui                   |                                  | Hasselt              | Raamstraat 3                  | 50° 55′ 53″ nord, 5° 20′ 20″ est | 22083               | alt=Maison dite De Brabantsche Huyck (nl) Huis De Brabantsche Huyck van 1652                                         |
| (nl) Gebouwen voormalige stokerij                                                                                |                       |                                  | Hasselt              | Zuivelmarkt 22                | 50° 55′ 53″ nord, 5° 20′ 23″ est | 22084               | (nl) Gebouwen voormalige stokerij                                                                                    |
| (nl) Hoekhuis |                       |                                  | Hasselt              | Ridder Portmansstraat 2       | 50° 55′ 45″ nord, 5° 20′ 01″ est | 22085               | (nl) Hoekhuis |
| (nl) Woning van 1872                                                                                             |                       |                                  | Hasselt              | Ridder Portmansstraat 4-6     | 50° 55′ 46″ nord, 5° 20′ 00″ est | 22086               | (nl) Woning van 1872                                                                                                 |
| (nl) Woningen, breedhuizen                                                                                       |                       |                                  | Hasselt              | Ridderstraat 12               | 50° 55′ 41″ nord, 5° 20′ 09″ est | 22087               | (nl) Woningen, breedhuizen                                                                                           |
| (nl) Woningen, breedhuizen                                                                                       |                       |                                  | Hasselt              | Ridderstraat 14               | 50° 55′ 41″ nord, 5° 20′ 09″ est | 22087               | (nl) Woningen, breedhuizen                                                                                           |
| (nl) Woningen, breedhuizen                                                                                       |                       |                                  | Hasselt              | Ridderstraat 16               | 50° 55′ 41″ nord, 5° 20′ 09″ est | 22087               | (nl) Woningen, breedhuizen                                                                                           |
| (nl) Herenhuis De Roode Poort                                                                                    | Ja                    |                                  | Hasselt              | Schrijnwerkersstraat 7        | 50° 55′ 51″ nord, 5° 20′ 10″ est | 22088               | (nl) Herenhuis De Roode Poort                                                                                        |
| (nl) Huis De Abraham, voormalige stadsboerderij                                                                  | Ja                    |                                  | Hasselt              | Schrijnwerkersstraat 9-11     | 50° 55′ 54″ nord, 5° 20′ 10″ est | 22089               | (nl) Huis De Abraham, voormalige stadsboerderij                                                                      |
| (nl) Woning, breedhuis                                                                                           |                       |                                  | Hasselt              | Sint-Jozefsstraat 5           | 50° 55′ 44″ nord, 5° 20′ 20″ est | 22092               | (nl) Woning, breedhuis                                                                                               |
| (nl) Watertoren                                                                                                  |                       |                                  | Hasselt              | Sint-Truidersteenweg          | 50° 55′ 03″ nord, 5° 19′ 38″ est | 22095               | (nl) Watertoren |
| Cathédrale Saint-Quentin (nl) Sint-Quintinuskathedraal                                                           | Ja                    |                                  | Hasselt              | Vismarkt                      | 50° 55′ 48″ nord, 5° 20′ 20″ est | 22097               | alt=Cathédrale Saint-Quentin (nl) Sint-Quintinuskathedraal                                                           |
| (nl) Burgerhuis Het Wit Cruys                                                                                    |                       |                                  | Hasselt              | Vismarkt 1                    | 50° 55′ 47″ nord, 5° 20′ 18″ est | 22098               | (nl) Burgerhuis Het Wit Cruys                                                                                        |
| (nl) Woning, breedhuis                                                                                           |                       |                                  | Hasselt              | Vismarkt 3                    | 50° 55′ 47″ nord, 5° 20′ 18″ est | 22099               | (nl) Woning, breedhuis                                                                                               |
| (nl) Huis De Bleyden Hoeck                                                                                       |                       |                                  | Hasselt              | Vismarkt 5                    | 50° 55′ 46″ nord, 5° 20′ 19″ est | 22100               | (nl) Huis De Bleyden Hoeck                                                                                           |
| (nl) Neoclassicistisch herenhuis                                                                                 |                       |                                  | Hasselt              | Vismarkt 9                    | 50° 55′ 46″ nord, 5° 20′ 19″ est | 22102               | (nl) Neoclassicistisch herenhuis                                                                                     |
| (nl) Politie- en brandweerkazerne (voormalige)                                                                   |                       |                                  | Hasselt              | Minderbroedersstraat 12       | 50° 55′ 53″ nord, 5° 20′ 14″ est | 22104               | (nl) Politie- en brandweerkazerne (voormalige)                                                                       |
| (nl) Politie- en brandweerkazerne (voormalige)                                                                   |                       |                                  | Hasselt              | Walputstraat 7                | 50° 55′ 53″ nord, 5° 20′ 14″ est | 22104               | (nl) Politie- en brandweerkazerne (voormalige)                                                                       |
| (nl) Huis Het Zonneke, voormalige stadshoeve                                                                     | Ja                    |                                  | Hasselt              | Walputstraat 21               | 50° 55′ 54″ nord, 5° 20′ 13″ est | 22105               | (nl) Huis Het Zonneke, voormalige stadshoeve                                                                         |
| (nl) Burgerhuis                                                                                                  |                       |                                  | Hasselt              | Walputstraat 23               | 50° 55′ 54″ nord, 5° 20′ 12″ est | 22106               | (nl) Burgerhuis |
| (nl) Burgerhuis                                                                                                  |                       |                                  | Hasselt              | Walputstraat 25               | 50° 55′ 54″ nord, 5° 20′ 12″ est | 22106               | (nl) Burgerhuis |
| (nl) Burgerhuis                                                                                                  |                       |                                  | Hasselt              | Walputstraat 27               | 50° 55′ 54″ nord, 5° 20′ 12″ est | 22106               | (nl) Burgerhuis |
| (nl) Herenhuis De Wijniox of De Wijnton                                                                          |                       |                                  | Hasselt              | Walputstraat 29               | 50° 55′ 54″ nord, 5° 20′ 11″ est | 22107               | (nl) Herenhuis De Wijniox of De Wijnton                                                                              |
| (nl) Huis God den Vader van 1834                                                                                 |                       |                                  | Hasselt              | Walputstraat 31               | 50° 55′ 54″ nord, 5° 20′ 11″ est | 22108               | (nl) Huis God den Vader van 1834                                                                                     |
| Caserne des Sœurs-blanches (nl) Kazerne der Wittenonnen, nu Internaat der Rijksnormaalschool                     |                       |                                  | Hasselt              | Witte Nonnenstraat 20         | 50° 55′ 58″ nord, 5° 20′ 27″ est | 22110               | alt=Caserne des Sœurs-blanches (nl) Kazerne der Wittenonnen, nu Internaat der Rijksnormaalschool                     |
| Ancienne distillerie Theunissen (nl) Stokerij Theunissen                                                         | Oui                   |                                  | Hasselt              | Witte Nonnenstraat 19         | 50° 55′ 58″ nord, 5° 20′ 26″ est | 22111               | alt=Ancienne distillerie Theunissen (nl) Stokerij Theunissen                                                         |
| (nl) Arbeidershuisje van 1891-1893                                                                               |                       |                                  | Hasselt              | Witte Nonnenstraat 11         | 50° 55′ 59″ nord, 5° 20′ 25″ est | 22112               | (nl) Arbeidershuisje van 1891-1893                                                                                   |
| (nl) Arbeidershuisje van 1891-1893                                                                               |                       |                                  | Hasselt              | Witte Nonnenstraat 13         | 50° 55′ 59″ nord, 5° 20′ 25″ est | 22112               | (nl) Arbeidershuisje van 1891-1893                                                                                   |
| (nl) Arbeidershuisje van 1891-1893                                                                               |                       |                                  | Hasselt              | Witte Nonnenstraat 15         | 50° 55′ 59″ nord, 5° 20′ 25″ est | 22112               | (nl) Arbeidershuisje van 1891-1893                                                                                   |
| (nl) Arbeidershuisje van 1891-1893                                                                               |                       |                                  | Hasselt              | Witte Nonnenstraat 17         | 50° 55′ 59″ nord, 5° 20′ 25″ est | 22112               | (nl) Arbeidershuisje van 1891-1893                                                                                   |
| Bibliothèque provinciale, anciennement béguinage (nl) Provinciale Bibliotheek, voormalig begijnhof               | Ja                    |                                  | Hasselt              | Zuivelmarkt                   | 50° 55′ 57″ nord, 5° 20′ 29″ est | 22113               | alt=Bibliothèque provinciale, anciennement béguinage (nl) Provinciale Bibliotheek, voormalig begijnhof               |
| (nl) Huis De Bloempot, ook In den Glazen Hoek                                                                    |                       |                                  | Hasselt              | Zuivelmarkt 1                 | 50° 55′ 49″ nord, 5° 20′ 22″ est | 22114               | (nl) Huis De Bloempot, ook In den Glazen Hoek                                                                        |
| (nl) Huis Het Boerinneke                                                                                         |                       |                                  | Hasselt              | Zuivelmarkt 3                 | 50° 55′ 50″ nord, 5° 20′ 22″ est | 22115               | (nl) Huis Het Boerinneke                                                                                             |
| (nl) Woning, breedhuis                                                                                           |                       |                                  | Hasselt              | Zuivelmarkt 16                | 50° 55′ 51″ nord, 5° 20′ 22″ est | 22116               | (nl) Woning, breedhuis                                                                                               |
| (nl) Dekenij, neoclassicistisch getint herenhuis                                                                 | Ja                    |                                  | Hasselt              | Zuivelmarkt 17                | 50° 55′ 51″ nord, 5° 20′ 24″ est | 22117               | (nl) Dekenij, neoclassicistisch getint herenhuis                                                                     |
| (nl) Burgerhuis in classicistische stijl                                                                         | Ja                    |                                  | Hasselt              | Zuivelmarkt 18                | 50° 55′ 52″ nord, 5° 20′ 23″ est | 22118               | (nl) Burgerhuis in classicistische stijl                                                                             |
| (nl) Woning, breedhuis                                                                                           |                       |                                  | Hasselt              | Zuivelmarkt 24                | 50° 55′ 52″ nord, 5° 20′ 24″ est | 22119               | (nl) Woning, breedhuis                                                                                               |
| (nl) Jeneverstokerij De brandewijnsketel (voormalige)                                                            |                       |                                  | Hasselt              | Zuivelmarkt 25                | 50° 55′ 52″ nord, 5° 20′ 26″ est | 22120               | (nl) Jeneverstokerij De brandewijnsketel (voormalige)                                                                |
| (nl) Huis Het Lemken, Lamken, Lammeken                                                                           |                       |                                  | Hasselt              | Zuivelmarkt 29                | 50° 55′ 53″ nord, 5° 20′ 25″ est | 22121               | (nl) Huis Het Lemken, Lamken, Lammeken                                                                               |
| (nl) Woning, breedhuis                                                                                           |                       |                                  | Hasselt              | Zuivelmarkt 64                | 50° 55′ 55″ nord, 5° 20′ 23″ est | 22123               | (nl) Woning, breedhuis                                                                                               |
| (nl) Parochiekerk Onze-Lieve-Vrouw-Bezoeking                                                                     | Ja                    |                                  | Hasselt              | Kiezelstraat                  | 50° 56′ 14″ nord, 5° 23′ 04″ est | 22126               | (nl) Parochiekerk Onze-Lieve-Vrouw-Bezoeking                                                                         |
| (nl) Spaans huis semi-gesloten hoeve                                                                             | Oui                   |                                  | Hasselt              | Kiezelstraat 70               | 50° 56′ 02″ nord, 5° 22′ 45″ est | 22127               | (nl) Spaans huis semi-gesloten hoeve                                                                                 |
| (nl) Spaans huis semi-gesloten hoeve                                                                             | Oui                   |                                  | Hasselt              | Kiezelstraat 72               | 50° 56′ 02″ nord, 5° 22′ 45″ est | 22127               | (nl) Spaans huis semi-gesloten hoeve                                                                                 |
| (nl) Neoclassicistische pastorie                                                                                 |                       |                                  | Hasselt              | Kiezelstraat 132              | 50° 56′ 15″ nord, 5° 23′ 04″ est | 22128               | (nl) Neoclassicistische pastorie                                                                                     |
| (nl) Langgestrekte hoeve                                                                                         |                       |                                  | Hasselt              | Nieuwe Steenweg 45            | 50° 55′ 39″ nord, 5° 22′ 08″ est | 22130               | (nl) Langgestrekte hoeve                                                                                             |
| (nl) Onze-Lieve-Vrouwekapel van 1924                                                                             |                       |                                  | Hasselt              | Sasstraat                     | 50° 56′ 23″ nord, 5° 21′ 34″ est | 22131               | (nl) Onze-Lieve-Vrouwekapel van 1924                                                                                 |
| (nl) Langgestrekte hoeve                                                                                         |                       |                                  | Hasselt              | Vissenbroekstraat 15          | 50° 56′ 14″ nord, 5° 22′ 22″ est | 22132               | (nl) Langgestrekte hoeve                                                                                             |
| (nl) Hoeve |                       |                                  | Hasselt              | Vissenbroekstraat 10          | 50° 56′ 10″ nord, 5° 22′ 30″ est | 22133               | (nl) Hoeve |
| (nl) Langgestrekte hoeve                                                                                         |                       |                                  | Hasselt              | Borggravevijversstraat 28     | 50° 56′ 47″ nord, 5° 22′ 42″ est | 22135               | (nl) Langgestrekte hoeve                                                                                             |
| (nl) Langgestrekte hoeve                                                                                         |                       |                                  | Hasselt              | Heksenbergstraat 7            | 50° 56′ 57″ nord, 5° 21′ 44″ est | 22139               | (nl) Langgestrekte hoeve                                                                                             |
| (nl) Langgestrekte hoeve                                                                                         |                       |                                  | Hasselt              | Hommelvennestraat 5           | 50° 57′ 08″ nord, 5° 23′ 29″ est | 22140               | (nl) Langgestrekte hoeve                                                                                             |
| (nl) Parochiekerk Sint-Lambertus                                                                                 |                       |                                  | Hasselt              | Kempische steenweg            | 50° 57′ 47″ nord, 5° 21′ 16″ est | 22141               | (nl) Parochiekerk Sint-Lambertus                                                                                     |
| (nl) Kasteel van Kiewiet                                                                                         |                       |                                  | Hasselt              | Kiewitdreef 5                 | 50° 57′ 37″ nord, 5° 22′ 32″ est | 22142               | (nl) Kasteel van Kiewiet                                                                                             |
| (nl) Kasteel van Kiewiet                                                                                         |                       |                                  | Hasselt              | Kiewitdreef 7                 | 50° 57′ 38″ nord, 5° 22′ 38″ est | 22142               | (nl) Kasteel van Kiewiet                                                                                             |
| (nl) Hoeve met losstaande bestanddelen                                                                           | Ja                    |                                  | Hasselt              | Nieuwe-Heidestraat 24         | 50° 57′ 14″ nord, 5° 22′ 32″ est | 22144               | (nl) Hoeve met losstaande bestanddelen                                                                               |
| (nl) Langgestrekte hoeve                                                                                         |                       |                                  | Hasselt              | Zonhovenstraat 54             | 50° 58′ 33″ nord, 5° 23′ 09″ est | 22146               | (nl) Langgestrekte hoeve                                                                                             |
| (nl) Woonhuis, voormalige langgestrekte hoeve                                                                    |                       |                                  | Hasselt              | Zonhovenstraat 72             | 50° 58′ 36″ nord, 5° 23′ 15″ est | 22148               | (nl) Woonhuis, voormalige langgestrekte hoeve                                                                        |
| (nl) Gesloten hoeve                                                                                              |                       |                                  | Hasselt              | Trekschurenstraat 103         | 50° 54′ 27″ nord, 5° 20′ 09″ est | 22149               | (nl) Gesloten hoeve                                                                                                  |
| (nl) Kasteel Henegauw                                                                                            |                       |                                  | Hasselt              | Luikersteenweg 427            | 50° 53′ 50″ nord, 5° 21′ 16″ est | 22150               | (nl) Kasteel Henegauw                                                                                                |
| (nl) Kasteel Henegauw                                                                                            |                       |                                  | Hasselt              | Kloosterlaan 22A              | 50° 53′ 50″ nord, 5° 21′ 16″ est | 22150               | (nl) Kasteel Henegauw                                                                                                |
| (nl) Kapel |                       |                                  | Hasselt              | Kroonwinningstraat            | 50° 55′ 03″ nord, 5° 21′ 28″ est | 22152               | (nl) Kapel |
| (nl) Parochiekerk Sint-Jozef                                                                                     |                       |                                  | Hasselt              | Luikersteenweg                | 50° 54′ 17″ nord, 5° 21′ 28″ est | 22155               | (nl) Parochiekerk Sint-Jozef                                                                                         |
| (nl) Hoeve De Witte Winning                                                                                      |                       |                                  | Hasselt              | Luikersteenweg 255            | 50° 54′ 42″ nord, 5° 21′ 07″ est | 22156               | Téléverser |
| (nl) Langgestrekte hoeve                                                                                         |                       |                                  | Hasselt              | Luikersteenweg 685            | 50° 53′ 09″ nord, 5° 21′ 09″ est | 22158               | (nl) Langgestrekte hoeve                                                                                             |
| (nl) Langgestrekte hoeve                                                                                         |                       |                                  | Hasselt              | Melbeekstraat 73              | 50° 53′ 49″ nord, 5° 21′ 46″ est | 22163               | (nl) Langgestrekte hoeve                                                                                             |
| (nl) Semi-gesloten hoeve                                                                                         | Ja                    |                                  | Hasselt              | Melbeekstraat 79              | 50° 53′ 47″ nord, 5° 21′ 49″ est | 22164               | (nl) Semi-gesloten hoeve                                                                                             |
| (nl) Mombeekwinning gesloten hoeve                                                                               |                       |                                  | Hasselt              | Mombeekdreef 96               | 50° 53′ 17″ nord, 5° 21′ 58″ est | 22168               | (nl) Mombeekwinning gesloten hoeve                                                                                   |
| (nl) Kasteel van Mombeek                                                                                         |                       |                                  | Hasselt              | Mombeekdreef 98               | 50° 53′ 15″ nord, 5° 21′ 59″ est | 22169               | (nl) Kasteel van Mombeek                                                                                             |
| (nl) Hoeve |                       |                                  | Hasselt              | Sasput-Voogdijstraat 5        | 50° 54′ 11″ nord, 5° 20′ 53″ est | 22170               | (nl) Hoeve |
| (nl) Onze-Lieve-Vrouwekapel                                                                                      |                       |                                  | Hasselt              | Pietelbeekstraat              | 50° 54′ 51″ nord, 5° 21′ 59″ est | 22171               | (nl) Onze-Lieve-Vrouwekapel                                                                                          |
| (nl) Kasteel van Pietelbeek                                                                                      |                       |                                  | Hasselt              | Pietelbeekstraat 85           | 50° 55′ 09″ nord, 5° 22′ 11″ est | 22172               | (nl) Kasteel van Pietelbeek                                                                                          |
| (nl) Pietelbeekwinning hoevegebouwen                                                                             |                       |                                  | Hasselt              | Pietelbeekstraat              | 50° 55′ 09″ nord, 5° 22′ 11″ est | 22173               | (nl) Pietelbeekwinning hoevegebouwen                                                                                 |
| (nl) Langgestrekt hoevetje                                                                                       |                       |                                  | Hasselt              | Ploegstraat 9                 | 50° 54′ 35″ nord, 5° 21′ 35″ est | 22175               | (nl) Langgestrekt hoevetje                                                                                           |
| (nl) Kapel |                       |                                  | Hasselt              | Rapertingenstraat             | 50° 54′ 18″ nord, 5° 21′ 39″ est | 22176               | (nl) Kapel |
| (nl) Scherpesteen Winning gesloten hoeve                                                                         |                       |                                  | Hasselt              | Rapertingenstraat 11          | 50° 54′ 55″ nord, 5° 21′ 36″ est | 22177               | (nl) Scherpesteen Winning gesloten hoeve                                                                             |
| (nl) Semi-gesloten hoeve                                                                                         |                       |                                  | Hasselt              | Rapertingenstraat 94          | 50° 54′ 36″ nord, 5° 21′ 46″ est | 22178               | (nl) Semi-gesloten hoeve                                                                                             |
| (nl) Kapel |                       |                                  | Hasselt              | Singelbeekstraat              | 50° 55′ 20″ nord, 5° 21′ 28″ est | 22180               | (nl) Kapel |
| (nl) Cellebroederswinning, voormalige kloosterhoeve                                                              |                       |                                  | Hasselt              | Tomstraat 55                  | 50° 53′ 57″ nord, 5° 22′ 02″ est | 22181               | (nl) Cellebroederswinning, voormalige kloosterhoeve                                                                  |
| (nl) Semi-gesloten hoeve van 1912                                                                                |                       |                                  | Hasselt              | Trekschurenstraat 237         | 50° 54′ 11″ nord, 5° 20′ 56″ est | 22188               | (nl) Semi-gesloten hoeve van 1912                                                                                    |
| (nl) Kasteel Trekschuren herenhuis                                                                               |                       |                                  | Hasselt              | Trekschurenstraat 245         | 50° 54′ 07″ nord, 5° 21′ 02″ est | 22189               | (nl) Kasteel Trekschuren herenhuis                                                                                   |
| (nl) Landarbeidershuis, hoevetje                                                                                 |                       |                                  | Hasselt              | Boekstraat 80                 | 50° 55′ 44″ nord, 5° 19′ 06″ est | 22191               | (nl) Landarbeidershuis, hoevetje                                                                                     |
| (nl) Gesloten hoeve van 1788                                                                                     |                       |                                  | Hasselt              | Wanbeekstraat 10              | 50° 55′ 12″ nord, 5° 17′ 45″ est | 22192               | (nl) Gesloten hoeve van 1788                                                                                         |
| (nl) Kapel van Hilst van 1898                                                                                    | Ja                    |                                  | Hasselt              | Oude Truierbaan               | 50° 54′ 47″ nord, 5° 19′ 06″ est | 22193               | (nl) Kapel van Hilst van 1898                                                                                        |
| (nl) Winning van Martens, semi-gesloten hoeve                                                                    |                       |                                  | Hasselt              | Runksterkiezel 125            | 50° 55′ 24″ nord, 5° 17′ 28″ est | 22194               | (nl) Winning van Martens, semi-gesloten hoeve                                                                        |
| (nl) Burgerhuizen in neoclassicistische stijl                                                                    |                       |                                  | Hasselt              | Runkstersteenweg 38           | 50° 55′ 43″ nord, 5° 19′ 47″ est | 22197               | (nl) Burgerhuizen in neoclassicistische stijl                                                                        |
| (nl) Burgerhuizen in neoclassicistische stijl                                                                    |                       |                                  | Hasselt              | Runkstersteenweg 40           | 50° 55′ 43″ nord, 5° 19′ 47″ est | 22197               | (nl) Burgerhuizen in neoclassicistische stijl                                                                        |
| (nl) Burgerhuizen in neoclassicistische stijl                                                                    |                       |                                  | Hasselt              | Runkstersteenweg 42           | 50° 55′ 43″ nord, 5° 19′ 47″ est | 22197               | (nl) Burgerhuizen in neoclassicistische stijl                                                                        |
| (nl) Burgerhuizen in neoclassicistische stijl                                                                    |                       |                                  | Hasselt              | Runkstersteenweg 44           | 50° 55′ 43″ nord, 5° 19′ 47″ est | 22197               | (nl) Burgerhuizen in neoclassicistische stijl                                                                        |
| (nl) Burgerhuizen in neoclassicistische stijl                                                                    |                       |                                  | Hasselt              | Runkstersteenweg 46           | 50° 55′ 43″ nord, 5° 19′ 47″ est | 22197               | (nl) Burgerhuizen in neoclassicistische stijl                                                                        |
| (nl) Burgerhuizen in neoclassicistische stijl                                                                    |                       |                                  | Hasselt              | Runkstersteenweg 48           | 50° 55′ 43″ nord, 5° 19′ 47″ est | 22197               | (nl) Burgerhuizen in neoclassicistische stijl                                                                        |
| (nl) Parochiekerk Sint-Hubertus                                                                                  |                       |                                  | Hasselt              | Pastoor van Dijckstraat       | 50° 55′ 36″ nord, 5° 19′ 43″ est | 22198               | (nl) Parochiekerk Sint-Hubertus                                                                                      |
| (nl) Neoclassicistische woning                                                                                   |                       |                                  | Hasselt              | Spoorwegstraat 24             | 50° 55′ 45″ nord, 5° 19′ 53″ est | 22199               | (nl) Neoclassicistische woning                                                                                       |
| (nl) Parochiekerk Onze-Lieve-Vrouw                                                                               | Oui                   |                                  | Kermt                | Diestersteenweg 210           | 50° 56′ 52″ nord, 5° 15′ 12″ est | 22202               | (nl) Parochiekerk Onze-Lieve-Vrouw                                                                                   |
| (nl) Kapel Onze-Lieve-Vrouw-Troost-der-Kleine-Kinderen                                                           | Oui                   |                                  | Kermt                | Diestersteenweg               | 50° 56′ 50″ nord, 5° 14′ 58″ est | 22203               | (nl) Kapel Onze-Lieve-Vrouw-Troost-der-Kleine-Kinderen                                                               |
| (nl) Herberg De l'Etoile (voormalige)                                                                            |                       |                                  | Kermt                | Diestersteenweg 197           | 50° 56′ 50″ nord, 5° 15′ 12″ est | 22204               | Téléverser |
| (nl) Woning, breedhuis                                                                                           |                       |                                  | Kermt                | Koorstraat 6                  | 50° 56′ 51″ nord, 5° 15′ 14″ est | 22207               | (nl) Woning, breedhuis                                                                                               |
| (nl) Tweegezinswoning                                                                                            |                       |                                  | Kermt                | Koorstraat 8-10               | 50° 56′ 52″ nord, 5° 15′ 14″ est | 22208               | (nl) Tweegezinswoning                                                                                                |
| (nl) Hoeve Holrakkerwinning ook Monnikenhof                                                                      |                       |                                  | Kermt                | Monninxstraat 1               | 50° 57′ 26″ nord, 5° 15′ 04″ est | 22209               | (nl) Hoeve Holrakkerwinning ook Monnikenhof                                                                          |
| (nl) Landarbeiderswoning                                                                                         |                       |                                  | Kermt                | Oude Holrakkerstraat 1        | 50° 57′ 30″ nord, 5° 15′ 02″ est | 22210               | (nl) Landarbeiderswoning                                                                                             |
| (nl) Langgestrekte hoeve                                                                                         |                       |                                  | Kermt                | Rijkelstraat 92               | 50° 56′ 49″ nord, 5° 16′ 08″ est | 22213               | (nl) Langgestrekte hoeve                                                                                             |
| (nl) Kasteel Rijsdaal neoclassicistisch herenhuis                                                                |                       |                                  | Spalbeek             | Herkkantstraat 177            | 50° 56′ 02″ nord, 5° 13′ 02″ est | 22215               | (nl) Kasteel Rijsdaal neoclassicistisch herenhuis                                                                    |
| (nl) Hoeve 't Molenhuys                                                                                          |                       |                                  | Spalbeek             | Herkkantstraat 66             | 50° 55′ 29″ nord, 5° 13′ 42″ est | 22218               | (nl) Hoeve 't Molenhuys                                                                                              |
| (nl) Hoeve met losstaande bestanddelen                                                                           |                       |                                  | Spalbeek             | Keizerlindestraat 28          | 50° 56′ 16″ nord, 5° 13′ 43″ est | 22219               | (nl) Hoeve met losstaande bestanddelen                                                                               |
| (nl) Hoeve met losstaande bestanddelen                                                                           |                       |                                  | Spalbeek             | Laarbeekstraat 33             | 50° 56′ 26″ nord, 5° 13′ 05″ est | 22222               | (nl) Hoeve met losstaande bestanddelen                                                                               |
| (nl) Parochiekerk Onze-Lieve-Vrouw-Boodschap                                                                     | Ja                    |                                  | Spalbeek             | Spalbeekstraat 24             | 50° 56′ 59″ nord, 5° 13′ 51″ est | 22227               | (nl) Parochiekerk Onze-Lieve-Vrouw-Boodschap                                                                         |
| (nl) Kerkje van Spalbeek, nu Kapel Onze-Lieve-Vrouw-Boodschap                                                    | Ja                    |                                  | Spalbeek             | Spalbeekstraat 67             | 50° 57′ 12″ nord, 5° 13′ 50″ est | 22228               | (nl) Kerkje van Spalbeek, nu Kapel Onze-Lieve-Vrouw-Boodschap                                                        |
| (nl) Dorpsherberg, hoekhuis                                                                                      | Ja                    |                                  | Spalbeek             | Spalbeekstraat 37             | 50° 57′ 02″ nord, 5° 13′ 47″ est | 22229               | (nl) Dorpsherberg, hoekhuis                                                                                          |
| (nl) Pastorie |                       |                                  | Spalbeek             | Spalbeekstraat 65             | 50° 57′ 12″ nord, 5° 13′ 50″ est | 22231               | (nl) Pastorie |
| (nl) Semi-gesloten hoeve Kapelwinning                                                                            | Ja                    |                                  | Spalbeek             | Spalbeekstraat 66             | 50° 57′ 13″ nord, 5° 13′ 53″ est | 22232               | (nl) Semi-gesloten hoeve Kapelwinning                                                                                |
| (nl) Langgestrekte hoeve van 1923                                                                                |                       |                                  | Spalbeek             | Vliegeneinde 52               | 50° 57′ 35″ nord, 5° 13′ 35″ est | 22233               | (nl) Langgestrekte hoeve van 1923                                                                                    |
| (nl) Langgestrekte hoeve                                                                                         |                       |                                  | Spalbeek             | Wijerstraat 119               | 50° 56′ 07″ nord, 5° 13′ 33″ est | 22234               | (nl) Langgestrekte hoeve                                                                                             |
| (nl) Semi-gesloten hoeve van 1733                                                                                |                       |                                  | Spalbeek             | Wijerstraat 168               | 50° 55′ 46″ nord, 5° 13′ 15″ est | 22236               | (nl) Semi-gesloten hoeve van 1733                                                                                    |
| (nl) Woning, voormalige hoeve                                                                                    | Oui                   |                                  | Kuringen             | Diepstraat 28                 | 50° 56′ 34″ nord, 5° 18′ 09″ est | 22237               | (nl) Woning, voormalige hoeve                                                                                        |
| (nl) Langgestrekte hoeve                                                                                         | Oui                   |                                  | Kuringen             | Grote Baan 100                | 50° 56′ 30″ nord, 5° 17′ 52″ est | 22239               | (nl) Langgestrekte hoeve                                                                                             |
| (nl) Pastorie | Oui                   |                                  | Kuringen             | Joris van Oostenrijkstraat 57 | 50° 56′ 37″ nord, 5° 18′ 18″ est | 22240               | (nl) Pastorie |
| (nl) Gildezaal                                                                                                   | Ja                    |                                  | Kuringen             | Joris van Oostenrijkstraat 59 | 50° 56′ 38″ nord, 5° 18′ 18″ est | 22241               | (nl) Gildezaal |
| (nl) Bibliotheek                                                                                                 | Ja                    |                                  | Kuringen             | Joris van Oostenrijkstraat 61 | 50° 56′ 37″ nord, 5° 18′ 19″ est | 22242               | (nl) Bibliotheek |
| (nl) Hoeve Aldenhof                                                                                              |                       |                                  | Kuringen             | Kuringersteenweg 413          | 50° 56′ 40″ nord, 5° 17′ 23″ est | 22243               | (nl) Hoeve Aldenhof                                                                                                  |
| (nl) Parochiekerk Sint-Gertrudis                                                                                 | Ja                    |                                  | Kuringen             | Joris van Oostenrijkstraat 78 | 50° 56′ 39″ nord, 5° 18′ 22″ est | 22244               | (nl) Parochiekerk Sint-Gertrudis                                                                                     |
| (nl) Prinsenhof, resten waterslot                                                                                |                       |                                  | Kuringen             | Prinsenhofweg 21              | 50° 56′ 40″ nord, 5° 18′ 31″ est | 22245               | (nl) Prinsenhof, resten waterslot                                                                                    |
| (nl) Abdij Herkenrode                                                                                            | Oui                   |                                  | Kuringen             | Herkenrodeabdij 1             | 50° 57′ 25″ nord, 5° 16′ 53″ est | 22246               | (nl) Abdij Herkenrode                                                                                                |
| (nl) Abdij Herkenrode                                                                                            | Oui                   |                                  | Kuringen             | Herkenrodeabdij 1A            | 50° 57′ 25″ nord, 5° 16′ 53″ est | 22246               | (nl) Abdij Herkenrode                                                                                                |
| (nl) Abdij Herkenrode                                                                                            | Oui                   |                                  | Kuringen             | Herkenrodeabdij 2             | 50° 57′ 25″ nord, 5° 16′ 53″ est | 22246               | (nl) Abdij Herkenrode                                                                                                |
| (nl) Abdij Herkenrode                                                                                            | Oui                   |                                  | Kuringen             | Herkenrodeabdij 3             | 50° 57′ 25″ nord, 5° 16′ 53″ est | 22246               | (nl) Abdij Herkenrode                                                                                                |
| (nl) Abdij Herkenrode                                                                                            | Oui                   |                                  | Kuringen             | Herkenrodeabdij 4             | 50° 57′ 25″ nord, 5° 16′ 53″ est | 22246               | (nl) Abdij Herkenrode                                                                                                |
| (nl) Abdij Herkenrode                                                                                            | Oui                   |                                  | Kuringen             | Herkenrodeabdij 5             | 50° 57′ 25″ nord, 5° 16′ 53″ est | 22246               | (nl) Abdij Herkenrode                                                                                                |
| (nl) Stokerij Claes                                                                                              |                       |                                  | Kuringen             | Herkenrodebosstraat 90        | 50° 56′ 19″ nord, 5° 16′ 23″ est | 22249               | (nl) Stokerij Claes                                                                                                  |
| (nl) Speelhof |                       |                                  | Kuringen             | Gebrandestraat 74             | 50° 56′ 50″ nord, 5° 19′ 00″ est | 22254               | (nl) Speelhof |
| (nl) Sint-Leonarduskapel                                                                                         |                       |                                  | Kuringen             | Overdemerstraat               | 50° 56′ 52″ nord, 5° 18′ 32″ est | 22255               | (nl) Sint-Leonarduskapel                                                                                             |
| (nl) Herenhuis Kasteel van Schimpen                                                                              |                       |                                  | Kuringen             | Stevoortse kiezel 192         | 50° 55′ 49″ nord, 5° 16′ 33″ est | 22257               | (nl) Herenhuis Kasteel van Schimpen                                                                                  |
| (nl) Boswinning, voormalige abdijhoeve Herkenrode                                                                |                       |                                  | Kuringen             | Stevoortse kiezel 100         | 50° 56′ 09″ nord, 5° 16′ 30″ est | 22258               | (nl) Boswinning, voormalige abdijhoeve Herkenrode                                                                    |
| (nl) De Hoef semi-gesloten hoeve                                                                                 |                       |                                  | Kuringen             | Stevoortse kiezel 199         | 50° 55′ 40″ nord, 5° 16′ 42″ est | 22259               | (nl) De Hoef semi-gesloten hoeve                                                                                     |
| (nl) Langgestrekt hoevetje                                                                                       |                       |                                  | Kuringen             | Stevoortse kiezel 201         | 50° 55′ 44″ nord, 5° 16′ 45″ est | 22260               | (nl) Langgestrekt hoevetje                                                                                           |
| (nl) Parochiekerk Sint-Amandus van 1853                                                                          | Ja                    |                                  | Stokrooie            | Sint-Amandusstraat            | 50° 58′ 00″ nord, 5° 16′ 59″ est | 22262               | (nl) Parochiekerk Sint-Amandus van 1853                                                                              |
| (nl) Sint-Janskapel, voormalige Onze-Lieve-Vrouwekapel                                                           |                       |                                  | Kuringen             | Beyenstraat                   | 50° 57′ 08″ nord, 5° 16′ 05″ est | 22264               | (nl) Sint-Janskapel, voormalige Onze-Lieve-Vrouwekapel                                                               |
| (nl) Langgestrekte hoeve (voormalige)                                                                            |                       |                                  | Kuringen             | Beyenstraat 32                | 50° 57′ 08″ nord, 5° 16′ 03″ est | 22265               | (nl) Langgestrekte hoeve (voormalige)                                                                                |
| (nl) Langgestrekte hoeve                                                                                         |                       |                                  | Kuringen             | Beyenstraat 33                | 50° 57′ 09″ nord, 5° 16′ 05″ est | 22266               | (nl) Langgestrekte hoeve                                                                                             |
| (nl) Draakwinning of Hoeve Den Draak                                                                             |                       |                                  | Kuringen             | Roverstraat 9                 | 50° 57′ 01″ nord, 5° 16′ 34″ est | 22268               | (nl) Draakwinning of Hoeve Den Draak                                                                                 |
| (nl) Tuiltermolen                                                                                                |                       |                                  | Kuringen             | Zolderse kiezel 220           | 50° 57′ 31″ nord, 5° 16′ 10″ est | 22270               | (nl) Tuiltermolen |
| (nl) Langgestrekte hoeve                                                                                         |                       |                                  | Kuringen             | Zolderse kiezel 117           | 50° 57′ 11″ nord, 5° 16′ 12″ est | 22271               | (nl) Langgestrekte hoeve                                                                                             |
| (nl) Hoeve met losse bestanddelen                                                                                |                       |                                  | Sint-Lambrechts-Herk | Bekstraat 26                  | 50° 53′ 24″ nord, 5° 19′ 31″ est | 22273               | (nl) Hoeve met losse bestanddelen                                                                                    |
| (nl) Hoeve met losse bestanddelen                                                                                |                       |                                  | Sint-Lambrechts-Herk | Bekstraat 35                  | 50° 53′ 20″ nord, 5° 19′ 30″ est | 22274               | (nl) Hoeve met losse bestanddelen                                                                                    |
| (nl) Hoeve met losse bestanddelen                                                                                |                       |                                  | Sint-Lambrechts-Herk | Grote Roost 43                | 50° 54′ 48″ nord, 5° 17′ 02″ est | 22276               | (nl) Hoeve met losse bestanddelen                                                                                    |
| (nl) Landarbeidershuisje                                                                                         |                       |                                  | Sint-Lambrechts-Herk | Grote Roost 113               | 50° 54′ 58″ nord, 5° 16′ 22″ est | 22277               | (nl) Landarbeidershuisje                                                                                             |
| (nl) Semi-gesloten hoeve                                                                                         |                       |                                  | Sint-Lambrechts-Herk | Grote Roost 147               | 50° 55′ 03″ nord, 5° 16′ 12″ est | 22278               | (nl) Semi-gesloten hoeve                                                                                             |
| (nl) Hoeve met losse bestanddelen                                                                                | Oui                   |                                  | Sint-Lambrechts-Herk | Hogebergstraat 22             | 50° 54′ 11″ nord, 5° 17′ 58″ est | 22279               | Téléverser |
| (nl) Langgestrekte hoeve                                                                                         |                       |                                  | Sint-Lambrechts-Herk | Hogebergstraat 24             | 50° 54′ 13″ nord, 5° 17′ 59″ est | 22280               | (nl) Langgestrekte hoeve                                                                                             |
| (nl) Langgestrekte hoeve                                                                                         |                       |                                  | Sint-Lambrechts-Herk | Hogebergstraat 28             | 50° 54′ 14″ nord, 5° 17′ 58″ est | 22281               | (nl) Langgestrekte hoeve                                                                                             |
| (nl) Canenhof of Caenenhof, thans hoeve                                                                          |                       |                                  | Stevoort             | Hasseltse dreef 15            | 50° 55′ 12″ nord, 5° 16′ 05″ est | 22283               | (nl) Canenhof of Caenenhof, thans hoeve                                                                              |
| (nl) Kapel van de Kattendans                                                                                     | Ja                    |                                  | Sint-Lambrechts-Herk | Kattendansstraat              | 50° 54′ 11″ nord, 5° 19′ 41″ est | 22284               | (nl) Kapel van de Kattendans                                                                                         |
| (nl) Gesloten hoeve                                                                                              | Oui                   |                                  | Sint-Lambrechts-Herk | Kattendansstraat 49           | 50° 54′ 12″ nord, 5° 19′ 40″ est | 22288               | (nl) Gesloten hoeve                                                                                                  |
| (nl) Hoeve met losse bestanddelen                                                                                |                       |                                  | Sint-Lambrechts-Herk | Kattendansstraat 73           | 50° 54′ 04″ nord, 5° 19′ 50″ est | 22289               | (nl) Hoeve met losse bestanddelen                                                                                    |
| (nl) Hoeve met losse bestanddelen                                                                                |                       |                                  | Sint-Lambrechts-Herk | Kattendansstraat 79           | 50° 54′ 03″ nord, 5° 19′ 54″ est | 22291               | (nl) Hoeve met losse bestanddelen                                                                                    |
| (nl) Gesloten hoeve                                                                                              | Oui                   |                                  | Sint-Lambrechts-Herk | Kattendansstraat 114          | 50° 53′ 59″ nord, 5° 19′ 53″ est | 22292               | (nl) Gesloten hoeve                                                                                                  |
| (nl) Gesloten hoeve                                                                                              |                       |                                  | Sint-Lambrechts-Herk | Kattendansstraat 132          | 50° 53′ 50″ nord, 5° 20′ 02″ est | 22293               | (nl) Gesloten hoeve                                                                                                  |
| (nl) Vroegere waterradmolen                                                                                      |                       |                                  | Sint-Lambrechts-Herk | Molenveldstraat               | 50° 53′ 48″ nord, 5° 18′ 26″ est | 22294               | (nl) Vroegere waterradmolen                                                                                          |
| (nl) Hoeve met losse bestanddelen                                                                                |                       |                                  | Sint-Lambrechts-Herk | Muntelbeekstraat 24           | 50° 53′ 26″ nord, 5° 19′ 54″ est | 22295               | (nl) Hoeve met losse bestanddelen                                                                                    |
| (nl) Semi-gesloten hoeve                                                                                         |                       |                                  | Sint-Lambrechts-Herk | Muntelbeekstraat 29           | 50° 53′ 20″ nord, 5° 20′ 47″ est | 22296               | (nl) Semi-gesloten hoeve                                                                                             |
| (nl) Ferme de la Bloen, gesloten hoeve van 1881                                                                  |                       |                                  | Sint-Lambrechts-Herk | Oosterbeekstraat 60           | 50° 54′ 22″ nord, 5° 17′ 13″ est | 22299               | (nl) Ferme de la Bloen, gesloten hoeve van 1881                                                                      |
| (nl) Landarbeidershuis                                                                                           |                       |                                  | Sint-Lambrechts-Herk | Oude-Maasstraat 36            | 50° 55′ 07″ nord, 5° 17′ 49″ est | 22300               | (nl) Landarbeidershuis                                                                                               |
| (nl) Langgestrekte hoeve                                                                                         |                       |                                  | Sint-Lambrechts-Herk | Oude-Maasstraat 47            | 50° 55′ 07″ nord, 5° 17′ 43″ est | 22301               | (nl) Langgestrekte hoeve                                                                                             |
| (nl) Parochiekerk Sint-Lambertus                                                                                 |                       |                                  | Sint-Lambrechts-Herk | Pastorijstraat                | 50° 53′ 54″ nord, 5° 18′ 24″ est | 22302               | (nl) Parochiekerk Sint-Lambertus                                                                                     |
| (nl) Pastorie |                       |                                  | Sint-Lambrechts-Herk | Pastorijstraat 2              | 50° 53′ 56″ nord, 5° 18′ 25″ est | 22303               | (nl) Pastorie |
| (nl) Langgestrekte hoeve                                                                                         |                       |                                  | Sint-Lambrechts-Herk | Sasput-Voogdijstraat 74       | 50° 53′ 56″ nord, 5° 20′ 25″ est | 22306               | (nl) Langgestrekte hoeve                                                                                             |
| (nl) Hoeve met losstaande bestanddelen                                                                           |                       |                                  | Sint-Lambrechts-Herk | Sasput-Voogdijstraat 76       | 50° 53′ 55″ nord, 5° 20′ 23″ est | 22307               | (nl) Hoeve met losstaande bestanddelen                                                                               |
| (nl) Kapel van Sasput Voogdij                                                                                    |                       |                                  | Sint-Lambrechts-Herk | Siegersveldstraat             | 50° 53′ 50″ nord, 5° 20′ 11″ est | 22308               | (nl) Kapel van Sasput Voogdij                                                                                        |
| (nl) Hoeve met losstaande bestanddelen                                                                           | Oui                   |                                  | Sint-Lambrechts-Herk | Siegersveldstraat 6           | 50° 54′ 01″ nord, 5° 20′ 25″ est | 22309               | (nl) Hoeve met losstaande bestanddelen                                                                               |
| (nl) Hoeve met losse bestanddelen                                                                                |                       |                                  | Sint-Lambrechts-Herk | Siegersveldstraat 12          | 50° 54′ 04″ nord, 5° 20′ 28″ est | 22310               | (nl) Hoeve met losse bestanddelen                                                                                    |
| (nl) Hoeve met losse bestanddelen                                                                                |                       |                                  | Sint-Lambrechts-Herk | Siegersveldstraat 32          | 50° 54′ 06″ nord, 5° 20′ 23″ est | 22311               | (nl) Hoeve met losse bestanddelen                                                                                    |
| (nl) Hoeve met losse bestanddelen                                                                                |                       |                                  | Sint-Lambrechts-Herk | Siegersveldstraat 17          | 50° 54′ 04″ nord, 5° 20′ 24″ est | 22312               | (nl) Hoeve met losse bestanddelen                                                                                    |
| (nl) Hoeve met losse bestanddelen                                                                                |                       |                                  | Sint-Lambrechts-Herk | Steenberg 56                  | 50° 53′ 36″ nord, 5° 19′ 18″ est | 22318               | (nl) Hoeve met losse bestanddelen                                                                                    |
| (nl) Hoeve met losse bestanddelen                                                                                |                       |                                  | Sint-Lambrechts-Herk | Steenberg 72                  | 50° 53′ 34″ nord, 5° 19′ 38″ est | 22319               | (nl) Hoeve met losse bestanddelen                                                                                    |
| (nl) Groenkeswinning gesloten hoeve                                                                              |                       |                                  | Sint-Lambrechts-Herk | Steenberg 74                  | 50° 53′ 32″ nord, 5° 19′ 43″ est | 22322               | (nl) Groenkeswinning gesloten hoeve                                                                                  |
| (nl) Semi-gesloten hoeve                                                                                         |                       |                                  | Sint-Lambrechts-Herk | Uilstraat 9                   | 50° 54′ 15″ nord, 5° 19′ 48″ est | 22324               | (nl) Semi-gesloten hoeve                                                                                             |
| (nl) Hoeve met losse bestanddelen                                                                                |                       |                                  | Sint-Lambrechts-Herk | Uilstraat 30                  | 50° 54′ 18″ nord, 5° 20′ 06″ est | 22325               | (nl) Hoeve met losse bestanddelen                                                                                    |
| (nl) Kapel van de Steenberg                                                                                      |                       |                                  | Sint-Lambrechts-Herk | Vorststraat                   | 50° 53′ 49″ nord, 5° 18′ 47″ est | 22326               | (nl) Kapel van de Steenberg                                                                                          |
| (nl) Kasteel van Wideux                                                                                          |                       |                                  | Sint-Lambrechts-Herk | Wideuxdreef 2                 | 50° 54′ 32″ nord, 5° 16′ 52″ est | 22328               | (nl) Kasteel van Wideux                                                                                              |
| (nl) Kasteel van Wideux                                                                                          |                       |                                  | Sint-Lambrechts-Herk | Wideuxdreef 3                 | 50° 54′ 32″ nord, 5° 16′ 52″ est | 22328               | (nl) Kasteel van Wideux                                                                                              |
| (nl) Kasteel van Wideux                                                                                          |                       |                                  | Sint-Lambrechts-Herk | Wideuxdreef 4                 | 50° 54′ 32″ nord, 5° 16′ 52″ est | 22328               | (nl) Kasteel van Wideux                                                                                              |
| (nl) Kasteel van Wideux                                                                                          |                       |                                  | Sint-Lambrechts-Herk | Wideuxdreef 5                 | 50° 54′ 32″ nord, 5° 16′ 52″ est | 22328               | (nl) Kasteel van Wideux                                                                                              |
| (nl) Parochiekerk Sint-Martinus                                                                                  | Oui                   |                                  | Stevoort             | Sint-Maartenplein             | 50° 55′ 00″ nord, 5° 15′ 02″ est | 22329               | (nl) Parochiekerk Sint-Martinus                                                                                      |
| (nl) Pastorie van 1880                                                                                           |                       |                                  | Stevoort             | Alkenstraat 5                 | 50° 54′ 55″ nord, 5° 15′ 00″ est | 22331               | (nl) Pastorie van 1880                                                                                               |
| (nl) Brouwerij (voormalige)                                                                                      |                       |                                  | Stevoort             | Alkenstraat 7                 | 50° 54′ 55″ nord, 5° 15′ 01″ est | 22332               | (nl) Brouwerij (voormalige)                                                                                          |
| (nl) Langgestrekte hoeve (voormalige)                                                                            |                       |                                  | Stevoort             | Alkenstraat 104               | 50° 54′ 32″ nord, 5° 15′ 31″ est | 22334               | (nl) Langgestrekte hoeve (voormalige)                                                                                |
| (nl) U-vormige hoeve, voormalige koewachterswoning                                                               | Oui                   |                                  | Stevoort             | Broekstraat 60                | 50° 54′ 45″ nord, 5° 15′ 33″ est | 22335               | (nl) U-vormige hoeve, voormalige koewachterswoning                                                                   |
| (nl) Schoolgebouw Mariaburcht                                                                                    |                       |                                  | Stevoort             | Hasseltse dreef 115           | 50° 55′ 09″ nord, 5° 14′ 57″ est | 22337               | (nl) Schoolgebouw Mariaburcht                                                                                        |
| (nl) Kasteelhoeve Kannaerts Hof of Cannart's Hof                                                                 |                       |                                  | Stevoort             | Kannaertsstraat z.nr.         | 50° 55′ 19″ nord, 5° 16′ 28″ est | 22338               | (nl) Kasteelhoeve Kannaerts Hof of Cannart's Hof                                                                     |
| (nl) Hoeve losse bestanddelen                                                                                    |                       |                                  | Stevoort             | Herkkantstraat 29             | 50° 55′ 13″ nord, 5° 14′ 36″ est | 22339               | (nl) Hoeve losse bestanddelen                                                                                        |
| (nl) Elsartmolen of Elstermolen, watermolen                                                                      |                       |                                  | Stevoort             | Herkkantstraat 58             | 50° 55′ 22″ nord, 5° 13′ 53″ est | 22341               | (nl) Elsartmolen of Elstermolen, watermolen                                                                          |
| (nl) Elsartmolen of Elstermolen, watermolen                                                                      |                       |                                  | Stevoort             | Herkkantstraat 60             | 50° 55′ 22″ nord, 5° 13′ 53″ est | 22341               | (nl) Elsartmolen of Elstermolen, watermolen                                                                          |
| (nl) Semi-gesloten hoeve                                                                                         |                       |                                  | Stevoort             | Herkkantstraat 105            | 50° 55′ 30″ nord, 5° 13′ 48″ est | 22342               | (nl) Semi-gesloten hoeve                                                                                             |
| (nl) Langgestrekte hoeve                                                                                         |                       |                                  | Stevoort             | Jannestraat 37                | 50° 54′ 45″ nord, 5° 14′ 17″ est | 22344               | (nl) Langgestrekte hoeve                                                                                             |
| (nl) Hoeve met losstaande bestanddelen                                                                           |                       |                                  | Stevoort             | Jannestraat 83                | 50° 54′ 33″ nord, 5° 14′ 07″ est | 22345               | (nl) Hoeve met losstaande bestanddelen                                                                               |
| (nl) Hoeve met losstaande bestanddelen                                                                           |                       |                                  | Stevoort             | Jannestraat 127               | 50° 54′ 23″ nord, 5° 13′ 57″ est | 22346               | (nl) Hoeve met losstaande bestanddelen                                                                               |
| (nl) Hoeve Hompelepomp                                                                                           |                       |                                  | Stevoort             | Kannaertsstraat 68            | 50° 55′ 28″ nord, 5° 15′ 47″ est | 22348               | (nl) Hoeve Hompelepomp                                                                                               |
| (nl) Scholteswinning semi-gesloten hoeve                                                                         | Oui                   |                                  | Stevoort             | Kermtstraat 118               | 50° 56′ 23″ nord, 5° 14′ 39″ est | 22350               | (nl) Scholteswinning semi-gesloten hoeve                                                                             |
| (nl) Hoeve Vuileplas gesloten hoeve                                                                              |                       |                                  | Stevoort             | Kermtstraat 182               | 50° 55′ 36″ nord, 5° 14′ 58″ est | 22351               | (nl) Hoeve Vuileplas gesloten hoeve                                                                                  |
| (nl) Gesloten hoeve                                                                                              | Oui                   |                                  | Stevoort             | Kermtstraat 185               | 50° 55′ 42″ nord, 5° 14′ 58″ est | 22352               | (nl) Gesloten hoeve                                                                                                  |
| (nl) Hoeve met losstaande bestanddelen                                                                           | Oui                   |                                  | Stevoort             | Kolmenstraat 22               | 50° 54′ 57″ nord, 5° 14′ 41″ est | 22353               | (nl) Hoeve met losstaande bestanddelen                                                                               |
| (nl) L-vormige hoeve                                                                                             |                       |                                  | Stevoort             | Kozenstraat 46                | 50° 54′ 30″ nord, 5° 14′ 57″ est | 22354               | (nl) L-vormige hoeve                                                                                                 |
| (nl) Gesloten hoeve                                                                                              |                       |                                  | Stevoort             | Nitsemstraat 18               | 50° 53′ 51″ nord, 5° 14′ 32″ est | 22360               | (nl) Gesloten hoeve                                                                                                  |
| (nl) Hoeve met losstaande bestanddelen                                                                           |                       |                                  | Stevoort             | Sint-Maartenplein 62          | 50° 55′ 00″ nord, 5° 14′ 51″ est | 22365               | (nl) Hoeve met losstaande bestanddelen                                                                               |
| (nl) Postgebouw en station buurtspoorwegen van 1901                                                              |                       |                                  | Stevoort             | Sint-Maartenplein 80          | 50° 55′ 02″ nord, 5° 14′ 48″ est | 22366               | (nl) Postgebouw en station buurtspoorwegen van 1901                                                                  |
| (nl) Watermolen op de Herk                                                                                       | Oui                   |                                  | Stevoort             | Sint-Maartenplein 35          | 50° 55′ 02″ nord, 5° 14′ 53″ est | 22367               | (nl) Watermolen op de Herk                                                                                           |
| (nl) Parochiekerk Sint-Niklaas                                                                                   |                       |                                  | Wimmertingen         | Smetstraat                    | 50° 52′ 59″ nord, 5° 21′ 10″ est | 22369               | (nl) Parochiekerk Sint-Niklaas                                                                                       |
| (nl) U-vormige hoeve                                                                                             | Ja                    |                                  | Wimmertingen         | Luikersteenweg 703            | 50° 53′ 02″ nord, 5° 21′ 08″ est | 22370               | (nl) U-vormige hoeve                                                                                                 |
| (nl) Kasteel van Wimmertingen                                                                                    |                       |                                  | Wimmertingen         | Luikersteenweg 741            | 50° 52′ 55″ nord, 5° 21′ 16″ est | 22371               | (nl) Kasteel van Wimmertingen                                                                                        |
| (nl) Hoeve De Oude Barier, voormalig tolhuis                                                                     |                       |                                  | Wimmertingen         | Luikersteenweg 773            | 50° 52′ 49″ nord, 5° 21′ 25″ est | 22373               | (nl) Hoeve De Oude Barier, voormalig tolhuis                                                                         |
| (nl) In de klok gesloten hoeve                                                                                   | Oui                   |                                  | Wimmertingen         | Luikersteenweg 512            | 50° 52′ 59″ nord, 5° 21′ 13″ est | 22374               | (nl) In de klok gesloten hoeve                                                                                       |
| (nl) U-vormige hoeve                                                                                             |                       |                                  | Wimmertingen         | Luikersteenweg 516            | 50° 52′ 59″ nord, 5° 21′ 14″ est | 22375               | (nl) U-vormige hoeve                                                                                                 |
| (nl) Gesloten hoeve                                                                                              |                       |                                  | Wimmertingen         | Luikersteenweg 530            | 50° 52′ 57″ nord, 5° 21′ 17″ est | 22377               | (nl) Gesloten hoeve                                                                                                  |
| (nl) Hoeve met losse bestanddelen                                                                                |                       |                                  | Wimmertingen         | Smetstraat 36                 | 50° 52′ 53″ nord, 5° 21′ 00″ est | 22379               | (nl) Hoeve met losse bestanddelen                                                                                    |
| (nl) L-vormige hoeve                                                                                             | Ja                    |                                  | Wimmertingen         | Wimmertingenstraat 20         | 50° 53′ 03″ nord, 5° 20′ 59″ est | 22380               | (nl) L-vormige hoeve                                                                                                 |
| (nl) Gesloten hoeve                                                                                              | Oui                   |                                  | Wimmertingen         | Wimmertingenstraat 38         | 50° 53′ 03″ nord, 5° 20′ 53″ est | 22381               | (nl) Gesloten hoeve                                                                                                  |
| (nl) Woningen, voormalige langgestrekte hoeve                                                                    |                       |                                  | Wimmertingen         | Wimmertingenstraat 72         | 50° 52′ 56″ nord, 5° 20′ 50″ est | 22382               | (nl) Woningen, voormalige langgestrekte hoeve                                                                        |
| (nl) Hoeve met losstaande bestanddelen                                                                           |                       |                                  | Stokrooie            | Goorstraat 115                | 50° 58′ 39″ nord, 5° 18′ 00″ est | 22520               | (nl) Hoeve met losstaande bestanddelen                                                                               |
| (nl) Woning, breedhuis                                                                                           |                       |                                  | Hasselt              | Maastrichterstraat 105        | 50° 55′ 48″ nord, 5° 20′ 35″ est | 83602               | (nl) Woning, breedhuis                                                                                               |
| (nl) Semi-gesloten hoeven                                                                                        |                       |                                  | Kermt                | Kermtstraat 4                 | 50° 56′ 49″ nord, 5° 15′ 09″ est | 83605               | Téléverser |
| (nl) Semi-gesloten hoeven                                                                                        |                       |                                  | Kermt                | Kermtstraat 6                 | 50° 56′ 49″ nord, 5° 15′ 09″ est | 83605               | Téléverser |
| (nl) Hoeve Ten Roye, hoeve met losstaande bestanddelen                                                           |                       |                                  | Kermt                | Kermtstraat 43                | 50° 56′ 34″ nord, 5° 15′ 04″ est | 83606               | (nl) Hoeve Ten Roye, hoeve met losstaande bestanddelen                                                               |
| (nl) Landarbeiderswoning                                                                                         | Oui                   |                                  | Kermt                | Lummense Kiezel 71            | 50° 57′ 20″ nord, 5° 14′ 26″ est | 83608               | (nl) Landarbeiderswoning                                                                                             |
| (nl) Veldekemolen, voormalige waterradmolen                                                                      |                       |                                  | Spalbeek             | Lummense Kiezel 111           | 50° 57′ 46″ nord, 5° 14′ 05″ est | 83609               | (nl) Veldekemolen, voormalige waterradmolen                                                                          |
| (nl) Hoeve met losse bestanddelen, thans een tweegezinswoning                                                    |                       |                                  | Sint-Lambrechts-Herk | Sint-Truidersteenweg 569-571  | 50° 53′ 52″ nord, 5° 18′ 22″ est | 83610               | (nl) Hoeve met losse bestanddelen, thans een tweegezinswoning                                                        |
| (nl) Hoeve met L-vormige plattegrond                                                                             |                       |                                  | Wimmertingen         | Wimmertingenstraat 76         | 50° 52′ 54″ nord, 5° 20′ 50″ est | 83611               | (nl) Hoeve met L-vormige plattegrond                                                                                 |
| (nl) Standbeeld van H. van Veldeke                                                                               | Ja                    |                                  | Hasselt              | Thonissenlaan                 | 50° 55′ 57″ nord, 5° 20′ 04″ est | 200357              | (nl) Standbeeld van H. van Veldeke                                                                                   |
| (nl) Muurkapel                                                                                                   | Ja                    |                                  | Hasselt              | Schrijnwerkersstraat          | 50° 55′ 55″ nord, 5° 20′ 11″ est | 200358              | (nl) Muurkapel |
| (nl) Standbeeld De Boerenkrijg                                                                                   | Ja                    |                                  | Hasselt              | Leopoldplein                  | 50° 55′ 41″ nord, 5° 20′ 06″ est | 200359              | (nl) Standbeeld De Boerenkrijg                                                                                       |
| (nl) Burgerhuis De Engelkes                                                                                      | Oui                   |                                  | Hasselt              | Guffenslaan 34                | 50° 55′ 40″ nord, 5° 20′ 23″ est | 200366              | (nl) Burgerhuis De Engelkes                                                                                          |
| (nl) Vierkantshoeve en onmiddellijke omgeving                                                                    | Oui                   |                                  | Stevoort             | Kermtstraat 158               | 50° 56′ 02″ nord, 5° 15′ 02″ est | 200383              | (nl) Vierkantshoeve en onmiddellijke omgeving                                                                        |
| (nl) Oude begraafplaats                                                                                          | Ja                    |                                  | Hasselt              | Kempische steenweg 87         | 50° 56′ 13″ nord, 5° 20′ 30″ est | 200394              | (nl) Oude begraafplaats                                                                                              |
| (nl) Kapel van Wideux                                                                                            | Ja                    |                                  | Sint-Lambrechts-Herk | Grote Roost                   | 50° 54′ 43″ nord, 5° 17′ 20″ est | 200658              | (nl) Kapel van Wideux                                                                                                |
| (nl) Villa Sampermans                                                                                            | Ja                    |                                  | Hasselt              | Kuringersteenweg 124          | 50° 56′ 05″ nord, 5° 19′ 17″ est | 200668              | (nl) Villa Sampermans                                                                                                |